# Список епізодів телесеріалу «Друзі»
Список та короткий опис епізодів американського телесеріалу «Друзі».
«Друзі» (англ. Friends) — популярний американський ситком про групу з шести друзів, що живуть в Нью-Йорку. З 1994 по 2004 було знято 236 серій (епізодів). Серіал з великим успіхом демонструвався в різних країнах світу. За свої 10 сезонів на телебаченні отримав величезну кількість нагород (Emmy і «Золотий глобус») і підкорив мільйони глядацьких сердець у всьому світі.
В Україні серіал вперше транслювали на телеканалі 1+1. Також серіал показували на телеканалах Сіті, Новий канал.
| 1. Сезони |       |                    |           |                   |
| \| Сезон \| Сезон \| Кількість епізодів \| Роки \| DVD \| \| ----- \| ----- \| ------------------ \| --------- \| ----------------- \| \| \| 1 \| 24 \| 1994—1995 \| 30 квітня 2002 \| \| \| 2 \| 24 \| 1995—1996 \| 3 вересня 2002 \| \| \| 3 \| 25 \| 1996—1997 \| 1 квітня 2003 \| \| \| 4 \| 24 \| 1997—1998 \| 15 липня 2003 \| \| \| 5 \| 24 \| 1998—1999 \| 4 листопада 2003 \| \| \| 6 \| 25 \| 1999—2000 \| 27 січня 2004 \| \| \| 7 \| 24 \| 2000—2001 \| 6 квітня 2004 \| \| \| 8 \| 24 \| 2001—2002 \| 9 листопада 2004 \| \| \| 9 \| 24 \| 2002—2003 \| 8 березня 2005 \| \| \| 10 \| 18 \| 2003—2004 \| 15 листопада 2005 \| |       |                    |           |                   |
| 2. Див. також |       |                    |           |                   |
| Сезон | Сезон | Кількість епізодів | Роки      | DVD               |
| | 1     | 24                 | 1994—1995 | 30 квітня 2002    |
| | 2     | 24                 | 1995—1996 | 3 вересня 2002    |
| | 3     | 25                 | 1996—1997 | 1 квітня 2003     |
| | 4     | 24                 | 1997—1998 | 15 липня 2003     |
| | 5     | 24                 | 1998—1999 | 4 листопада 2003  |
| | 6     | 25                 | 1999—2000 | 27 січня 2004     |
| | 7     | 24                 | 2000—2001 | 6 квітня 2004     |
| | 8     | 24                 | 2001—2002 | 9 листопада 2004  |
| | 9     | 24                 | 2002—2003 | 8 березня 2005    |
| | 10    | 18                 | 2003—2004 | 15 листопада 2005 |

## Сезон 1
| Епізод | Назва | Дата виходу в ефір | Режисер        | Сценаристи                                                  |
| --- | --- | ------------------ | -------------- | ----------------------------------------------------------- |
| | |                    |                |                                                             |
| 1-01 | Pilot / Епізод, в якому Моніка бере нову сусідку.                                                                             | 22 вересня 1994    | Джеймс Барроуз | Девід Крейн і Марта Кауффман                                |
| Фібі, Моніка, Джо, Чендлер і Рос з'являються на екрані вперше. У Центральній кав'ярні з'являється Рейчел, шкільна подруга Моніки, що втекла зі свого весілля. Вона залишається жити у Моніки. | |                    |                |                                                             |
| | |                    |                |                                                             |
| 1-02 | The One with the Sonogram at the End / Епізод, в якому колишня дружина Роса повідомляє його, що чекає дитину.                 | 29 вересня 1994    | Джеймс Барроуз | Девід Крейн і Марта Кауффман                                |
| Колишня дружина Роса, Керол, повідомляє йому, що чекає дитину і хоче, щоб той взяв участь в її вихованні. Рейчел хоче повернути своєму нареченому Баррі обручку і дізнається, що той зустрічається з її найкращою подругою Мінді. | |                    |                |                                                             |
| | |                    |                |                                                             |
| 1-03 | The One with the Thumb / Епізод, в якому Чендлер знову починає палити.                                                        | 6 жовтня 1994      | Джеймс Барроуз | Джеф Астроф і Майк Сайковітц                                |
| Фібі несподівано отримує багато грошей і не знає, що з ними робити. Чендлер знову починає палити. | |                    |                |                                                             |
| | |                    |                |                                                             |
| 1-04 | The One with George Stephanopoulos / Епізод, в якому на матчі з хокею в обличчя Роса влучає шайба.                            | 13 жовтня 1994     | Джеймс Барроуз | Алекса Юнг                                                  |
| Дівчата влаштовують у будинку невелику вечірку. Росс знову згадує про Керол, і Джо і Чендлер беруть його на хокей. У розпал матчу в обличчя Роса влітає шайба. | |                    |                |                                                             |
| | |                    |                |                                                             |
| 1-05 | The One with the East German Laundry Detergent / Епізод, в якому Рос супроводжує Рейчел у пральню.                            | 20 жовтня 1994     | Памела Фраймен | Джеф Грінстайн і Джеф Штраусс                               |
| Моніка і Джо разом йдуть на побачення з колишньою дівчиною Джо і її хлопцем. Росс супроводжує Рейчел у пральню. Чендлер вирішує розірвати стосунки з Дженіс. | |                    |                |                                                             |
| | |                    |                |                                                             |
| 1-06 | The One with the Butt / Епізод, в якому Джо отримує роль дублера дупи Аль Пачіно в новому фільмі.                             | 27 жовтня 1994     | Арлін Сенфорд  | Адам Чейз і Айра Унгерлайдер                                |
| Джо завдяки своєму новому агентові Естель отримує роль дублера заду Аль Пачіно в новому фільмі. Чендлер дізнається, що його нова подружка одружена і має декількох коханців. Моніку зачіпає те, що всі думають, що вона надто охайна. | |                    |                |                                                             |
| | |                    |                |                                                             |
| 1-07 | The One with the Blackout / Епізод, в якому у всьому Нью-Йорку вимикають світло.                                              | 3 листопада 1994   | Джеймс Барроуз | Джеф Астроф і Майк Сайковітц                                |
| У всьому Нью-Йорку вимикають світло. Чендлер виявляється замкнений у вестибюлі ATS з відомою моделлю. Рейчел знайомиться з італійцем Пауло, який не знає англійською жодного слова. | |                    |                |                                                             |
| | |                    |                |                                                             |
| 1-08 | The One Where Nana Dies Twice / Епізод, в якому Чендлер дізнається, що багато його знайомих вважають, що він — гомосексуал.   | 10 листопада 1994  | Джеймс Барроуз | Девід Крейн і Марта Кауффман                                |
| Помирає бабуся Роса і Моніки. У госпіталі вона на мить повертається до життя. Чендлер дізнається, що багато його знайомих вважають, що він — гомосексуал. | |                    |                |                                                             |
| | |                    |                |                                                             |
| 1-09 | The One Where Underdog Gets Away / Епізод, в якому все місто думає, що у Джо венеричне захворювання.                          | 17 листопада 1994  | Джеймс Барроуз | Джеф Грінстайн і Джеф Штраусс                               |
| Завдяки рекламі лікарні, в якій знімався Джо, все місто думає, що у нього венеричне захворювання. Рейчел намагається заробити грошей, щоб з'їздити в гори разом з сім'єю. Всі інші йдуть на дах, щоб подивитися на повітряну кулю Суперпса, а двері квартири Моніки зачиняються. Рейчел нікуди не їде, і друзі проводять День подяки разом. | |                    |                |                                                             |
| | |                    |                |                                                             |
| 1-10 | The One with the Monkey / Епізод, в якому Рос заводить екзотичну мавпочку Марселя.                                            | 15 грудня 1994     | Пітер Бонерз   | Адам Чейз і Айра Унгерлайдер                                |
| Росс заводить екзотичну мавпочку, Марселя. Фібі зустрічає вченого Девіда, і в них починається роман. Друзі посередньо зустрічають Новий Рік — їх плани на свято не збуваються. | |                    |                |                                                             |
| | |                    |                |                                                             |
| 1-11 | The One with Mrs. Bing / Епізод, в якому Рейчел намагається написати любовний роман.                                          | 5 січня 1995       | Джеймс Барроуз | Алекса Юнг                                                  |
| Мати Чендлера, письменниця еротичних книжок Нора відвідує друзів і цілується з Россом. Фібі і Моніка доглядають за хлопцем, що лежить в комі. Рейчел намагається написати власний любовний роман. | |                    |                |                                                             |
| | |                    |                |                                                             |
| 1-12 | The One with the Dozen Lasagnas / Епізод, в якому Чендлер і Джо купують новий стіл до своєї квартири.                         | 12 січня 1995      | Пол Лазарус    | Адам Чейз і Айра Унгерлайдер, Джеф Астроф і Майк Сайковітц  |
| Моніка намагається позбутися дванадцяти лазаній. Фібі розповідає Рейчел правду про Пауло. Чендлер і Джо купують настільний футбол для своєї квартири. | |                    |                |                                                             |
| | |                    |                |                                                             |
| 1-13 | The One with the Boobies / Епізод, в якому Чендлер випадково бачить Рейчел голою і та намагається йому помститися.            | 19 січня 1995      | Алан Маєрсон   | Алекса Юнг                                                  |
| Чендлер випадково бачить Рейчел голою і та намагається йому помститися. До Джо приїжджає його батько і з'ясовується, що він змінює матері. Фібі зустрічається з хлопцем-психотерапевтом, якого ненавидять всі її друзі. | |                    |                |                                                             |
| | |                    |                |                                                             |
| 1-14 | The One with the Candy Hearts / Епізод, в якому дівчата влаштовують ритуал очищення, внаслідок якого виникає пожежа.          | 9 лютого 1995      | Джеймс Барроуз | Білл Лоуренс                                                |
| Чендлер і Джо йдуть на подвійне побачення. Дівчата влаштовують ритуал очищення, який призводить до пожежі. Чендлер знову розриває відносини з Дженіс. | |                    |                |                                                             |
| | |                    |                |                                                             |
| 1-15 | The One with the Stoned Guy / Епізод, в якому Джо вчить Роса говорити непристойності дівчатам.                                | 16 лютого 1995     | Алан Маєрсон   | Джеф Грінстайн і Джеф Штраусс                               |
| Чендлер намагається ухвалити рішення з приводу підвищення на роботі. Моніка намагається справити враження на власника ресторану. Джо вчить Роса говорити непристойності дівчатам. | |                    |                |                                                             |
| | |                    |                |                                                             |
| 1-16 | The One with Two Parts (1) / Епізод, в якому Чендлер і Джо зустрічають Урсулу, сестру-близнюка Фібі. Джо з нею зустрічається. | 23 лютого 1995     | Майкл Лембек   | Девід Крейн і Марта Кауффман                                |
| Чендлер і Джо зустрічають Урсулу, сестру-близнюка Фібі. Джо з нею зустрічається. Росс разом з Керол і Сьюзен відвідує курси майбутніх батьків. Чендлер намагається звільнити підлеглу. | |                    |                |                                                             |
| | |                    |                |                                                             |
| 1-17 | The One with Two Parts (2) / Епізод, в якому Рос повіз в лікарню Марселя, що проковтнув букви з гри.                          | 23 лютого 1995     | Майкл Лембек   | Девід Крейн і Марта Кауффман                                |
| Рейчел пошкоджує кістку і підмовляє Моніку використовувати її медичну страховку. Вони призначають побачення лікарям з лікарні. Росс везе Марселя, що проковтнув букви з гри, в лікарню і розуміє, що готовий стати батьком. | |                    |                |                                                             |
| | |                    |                |                                                             |
| 1-18 | The One with All the Poker / Епізод, в якому дівчата вчаться грати в покер під керівництвом родички Моніки.                   | 2 березня 1995     | Джеймс Барроуз | Джеф Астроф і Майк Сайковітц                                |
| Дівчата навчаються грати в покер під керівництвом родички Моніки, Іріс. Рейчел не отримує роботу і Росс дозволяє їй обіграти себе. | |                    |                |                                                             |
| | |                    |                |                                                             |
| 1-19 | The One Where the Monkey Gets Away / Епізод, в якому друзі шукають Марселя, який втік з будинку.                              | 9 березня 1995     | Пітер Бонерз   | Джеф Астроф і Майк Сайковітц                                |
| Марсель, що залишений на піклування Рейчел, тікає з дому. Друзі намагаються знайти його, нічого не кажучи Россу. | |                    |                |                                                             |
| | |                    |                |                                                             |
| 1-20 | The One with the Evil Orthodontist / Епізод, в якому друзі дізнаються, що хтось спостерігає за ними в телескоп.               | 6 квітня 1995      | Пітер Бонерз   | Доуті Абрамс                                                |
| Мінді і Рейчел дізнаються, що Баррі зустрічається з ними обома і вирішують з'ясувати з ним стосунки. Друзі дізнаються, що хтось спостерігає за ними в телескоп. | |                    |                |                                                             |
| | |                    |                |                                                             |
| 1-21 | The One with the Fake Monica / Епізод, в якому Рос віддає Марселя в зоопарк.                                                  | 27 квітня 1995     | Гейл Манкузо   | Адам Чейз і Айра Унгерлайдер                                |
| Моніка дізнається, що її кредитною карткою користується хтось інший і знайомиться з жінкою, яка видає себе за неї. Росс віддає Марселя в зоопарк. | |                    |                |                                                             |
| | |                    |                |                                                             |
| 1-22 | The One with the Ick Factor / Епізод, в якому Рейчел сняться еротичні сни з Джо і Чендлером.                                  | 4 травня 1995      | Роббі Бенсон   | Алекса Юнг                                                  |
| Моніка зустрічається з 17-річним школярем. Рейчел сняться еротичні сни з Джо і Чендлером. Фібі влаштовується секретарем Чендлера і розповідає йому про ставлення інших працівників. | |                    |                |                                                             |
| | |                    |                |                                                             |
| 1-23 | The One with the Birth / Епізод, в якому народжується хлопчик, Бен.                                                           | 11 травня 1995     | Джеймс Барроуз | Девід Крейн і Марта Кауффман, Джеф Грінстайн і Джеф Штраусс |
| Керол готується народити. Росс, Сьюзен і Фібі опиняються у підсобці і вибираються звідти якраз до моменту народження хлопчика, Бена. Джо доглядає за самотньою молодою матір'ю. | |                    |                |                                                             |
| | |                    |                |                                                             |
| 1-24 | The One Where Rachel Finds Out / Епізод, в якому Чендлер випадково промовляється Рейчел про почуття Роса до неї.              | 18 травня 1995     | Кевін Брайт    | Кріс Браун                                                  |
| Росс їде на розкопки до Китаю, а Чендлер випадково промовляється Рейчел про почуття Геллера до неї. Рейчел вирушає до аеропорту, але Росс спускається з літака з дівчиною. Джо бере участь в медичному експерименті. | |                    |                |                                                             |

## Сезон 2
| Епізод | Назва                                                                                     | Дата виходу в ефір | Режисер         | Сценаристи                               |
| --- | ----------------------------------------------------------------------------------------- | ------------------ | --------------- | ---------------------------------------- |
| |                                                                                           |                    |                 |                                          |
| 2-01 | The One with Ross's New Girlfriend / Епізод з новою подружкою Росса.                      | 21 вересня 1995    | Майкл Лембек    | Джеф Астроф і Майк Сайковітц             |
| Рейчел готова зізнатися Россу в любові, але той має намір створити серйозні відносини з новою подругою, Джулі. Фібі робить Моніці нову зачіску. Чендлер шукає кравця, і Джо радить йому свого. |                                                                                           |                    |                 |                                          |
| |                                                                                           |                    |                 |                                          |
| 2-02 | The One with the Breast Milk / Епізод з Грудним Молоком.                                  | 28 вересня 1995    | Майкл Лембек    | Адам Чейз і Айра Унгерлайдер             |
| Керол залишає Бена з Росом і друзями. Фібі пробує на смак грудне молоко, а Росс не може цього зробити. Моніка в таємниці від Рейчел йде по магазинах з Джулі. Джо стає продавцем одеколону. |                                                                                           |                    |                 |                                          |
| |                                                                                           |                    |                 |                                          |
| 2-03 | The One Where Heckles Dies / Епізод, в якому містер Геклс вмирає.                         | 5 жовтня 1995      | Кевін Брайт     | Майкл Кертіс і Грегорі Малінс            |
| Містер Геклс помирає і залишає все своє майно «двом гучним дівчатам зверху». Чендлер усвідомлює, що він і Містер Геклс дуже схожі. Фібі і Росс сперечаються через науку. |                                                                                           |                    |                 |                                          |
| |                                                                                           |                    |                 |                                          |
| 2-04 | The One with Phoebe's Husband / Епізод з чоловіком Фібі.                                  | 12 жовтня 1995     | Гейл Манкузо    | Алекса Юнг                               |
| Фібі розповідає, що шість років полягає у фіктивному шлюбі з гомосексуалом з Канади. Тепер він повернувся і хоче отримати розлучення. Також виявляється, що у Чендлера є третій сосок, а Джо знімався у порнофільмі.                                                                                       |                                                                                           |                    |                 |                                          |
| |                                                                                           |                    |                 |                                          |
| 2-05 | The One with Five Steaks and an Eggplant / Епізод з п'ятьма біфштексами і баклажаном.     | 19 жовтня 1995     | Еллен Гітельзон | Кріс Браун                               |
| Рейчел, Фібі і Джо сваряться з Монікою, Чендлером і Росом через те, що останні заробляють більше грошей. Якась жінка дзвонить у квартиру Джо і Чендлера, намагаючись розшукати її попереднього власника. Чендлер призначає їй побачення.                                                                   |                                                                                           |                    |                 |                                          |
| |                                                                                           |                    |                 |                                          |
| 2-06 | The One with the Baby on the Bus / Епізод з немовлям в автобусі.                          | 2 листопада 1995   | Гейл Манкузо    | Бетсі Борнс                              |
| Джо і Чендлер беруть із собою на прогулянку Бена і забувають його в автобусі. До Центральної Кав'ярню приходить нова співачка. |                                                                                           |                    |                 |                                          |
| |                                                                                           |                    |                 |                                          |
| 2-07 | The One Where Ross Finds Out / Епізод, в якому Росс з'ясовує.                             | 9 листопада 1995   | Пітер Бонерз    | Майкл Борков                             |
| Росс дізнається, що Рейчел все ще має до нього почуття. Моніка стає особистим тренером Чендлера, який вирішив поліпшити фізичну форму. |                                                                                           |                    |                 |                                          |
| |                                                                                           |                    |                 |                                          |
| 2-08 | The One with the List / Епізод зі списком.                                                | 16 листопада 1995  | Мері Кей Плейз  | Девід Крейн і Марта Кауффман             |
| Росс намагається зробити вибір між Рейчел і Джулі. Для цього він складає список їхніх плюсів і мінусів. Моніка намагається придумати страви з огидного замінника шоколаду. |                                                                                           |                    |                 |                                          |
| |                                                                                           |                    |                 |                                          |
| 2-09 | The One with Phoebe's Dad / Епізод з батьком Фібі.                                        | 14 грудня 1995     | Кевін Брайт     | Джеф Астроф і Майк Сайковітц             |
| Фібі вирушає на пошуки свого батька і бере з собою Джо і Чендлера. Моніка і Рейчел через нестачу грошей печуть печиво, яким збираються розплатитися за різні комунальні послуги. Вони влаштовують в квартирі вечірку, але не можуть вимкнути обігрівач.                                                    |                                                                                           |                    |                 |                                          |
| |                                                                                           |                    |                 |                                          |
| 2-10 | The One with Russ / Епізод з Рассом.                                                      | 4 січня 1996       | Томас Шламме    | Айра Унгерлайдер                         |
| Рейчел зустрічається з майже точною копією Роса — Рассом (якого також грає загримований Девід Швіммер, у фінальних титрах позначений як Snaro). Агент Джо влаштовує йому проби на роль шофера таксі. Моніка переконує свого хлопця Боббі кинути пити і розуміє, що саме спиртне робило його таким веселим. |                                                                                           |                    |                 |                                          |
| |                                                                                           |                    |                 |                                          |
| 2-11 | The One with the Lesbian Wedding / Епізод, в якому було лесбійське весілля.               | 18 січня 1996      | Томас Шламме    | Доті Абрамс                              |
| Керол і Сьюзен вирішують одружитися. Приїжджає мама Рейчел з новинами. Одна з клієнток Фібі померла на масажному столі, і її дух вселився в тіло Фібі. |                                                                                           |                    |                 |                                          |
| |                                                                                           |                    |                 |                                          |
| 2-12 | The One After the Superbowl (1) / Епізод після Суперкубка, Частина 1.                     | 28 січня 1996      | Майкл Лембек    | Джеф Астроф і Майк Сайковітц             |
| Росс вирушає до Сан-Дієго, щоб відвідати свою мавпочку, Марселя, і дізнається, що той став зіркою кіно. Джо зустрічається з божевільною дівчиною, яка вважає, що він насправді доктор Дрейк Раморе. Фібі співає правдиві пісні для дітей в бібліотеці.                                                     |                                                                                           |                    |                 |                                          |
| |                                                                                           |                    |                 |                                          |
| 2-13 | The One After the Superbowl (2) / Епізод після Суперкубка, Частина 2.                     | 28 січня 1996      | Майкл Лембек    | Майкл Борков                             |
| Моніка і Рейчел сваряться через Жана-Клода Ван Дамма, який знімається в одному фільмі з Марселем. Чендлер стикається з однокласницею, яка хоче йому помститися. |                                                                                           |                    |                 |                                          |
| |                                                                                           |                    |                 |                                          |
| 2-14 | The One with the Prom Video / Епізод, в якому дивляться відео з випускного балу.          | 1 лютого 1996      | Джеймс Барроуз  | Алекса Юнг                               |
| Джо дарує Чендлеру жахливий браслет в знак дружби. Під час перегляду старого домашнього відео часів коледжу, Рейчел розуміє, що любить Росса, і вони цілуються. Моніка не може знайти роботу і соромиться позичити гроші.                                                                                  |                                                                                           |                    |                 |                                          |
| |                                                                                           |                    |                 |                                          |
| 2-15 | The One Where Ross and Rachel...You Know / Епізод , в якому Росс і Рейчел … ну ви знаєте. | 8 лютого 1996      | Майкл Лембек    | Майкл Кертіс і Грегорі Малінс            |
| Джо купує нові меблі. Моніка і Фібі обслуговує вечірку Річарда, друга сім'ї Геллер. Росс і Рейчел нарешті проводять разом ніч. |                                                                                           |                    |                 |                                          |
| |                                                                                           |                    |                 |                                          |
| 2-16 | The One Where Joey Moves Out / Епізод, в якому Джо виселяється.                           | 15 лютого 1996     | Майкл Лембек    | Бетсі Борнс                              |
| Джо переїздить у власну квартиру. Рейчел і Фібі роблять татуювання. Моніка каже батькам, що зустрічається з їхнім другом, Річардом. |                                                                                           |                    |                 |                                          |
| |                                                                                           |                    |                 |                                          |
| 2-17 | The One Where Eddie Moves In / Епізод, в якому Едді заселяється.                          | 22 лютого 1996     | Майкл Лембек    | Адам Чейз                                |
| Чендлер знаходить собі нового сусіда, Едді, який виявляється божевільним. Фібі записується у студії і знімає кліп на пісню «Драний Кіт». |                                                                                           |                    |                 |                                          |
| |                                                                                           |                    |                 |                                          |
| 2-18 | The One Where Dr. Ramoray Dies / Епізод, в якому доктор Раморе вмирає.                    | 21 березня 1996    | Майкл Лембек    | Алекса Юнг, Майкл Борков                 |
| Джо ображає сценариста і його персонажа, доктора Раморе, вбивають, скинувши у шахту ліфта. Моніка і Рейчел борються за останній презерватив, а Росс і Річард відчувають себе ніяково. Чендлер переконується, що Едді — ненормальний.                                                                       |                                                                                           |                    |                 |                                          |
| |                                                                                           |                    |                 |                                          |
| 2-19 | The One Where Eddie Won't Go / Епізод, в якому Едді не хоче виселятися.                   | 28 березня 1996    | Майкл Лембек    | Майкл Кертіс і Грегорі Малінс            |
| Чендлер кілька разів намагається позбавиться від свого сусіда, Едді. Дівчата читають феміністичну книгу. Джо повертається до старої квартири. |                                                                                           |                    |                 |                                          |
| |                                                                                           |                    |                 |                                          |
| 2-20 | The One Where Old Yeller Dies / Епізод, в якому Старий Йеллер вмирає.                     | 4 квітня 1996      | Майкл Лембек    | Майкл Кертіс і Грегорі Малінс, Адам Чейз |
| Фібі дізнається, чим насправді закінчуються драматичні фільми. Джо і Чендлер починають тісно дружити з Річардом. Росс бере Бена на всі вихідні. |                                                                                           |                    |                 |                                          |
| |                                                                                           |                    |                 |                                          |
| 2-21 | The One with the Bullies / Епізод з хуліганами.                                           | 25 квітня 1996     | Майкл Лембек    | Себастіан Джонс і Брайан Букнер          |
| Два хлопці виганяють Роса і Чендлера з Кав'ярні. Фібі знаходить свого кровного брата — Френка Молодшого. Моніка грає на біржі. |                                                                                           |                    |                 |                                          |
| |                                                                                           |                    |                 |                                          |
| 2-22 | The One with the Two Parties / Епізод з двома вечірками.                                  | 2 травня 1996      | Майкл Лембек    | Алекса Юнг                               |
| День народження Рейчел відзначається одночасно в двох квартирах, тому що її батьки не можуть бачити один одного. Друзі опиняються в незручній ситуації. |                                                                                           |                    |                 |                                          |
| |                                                                                           |                    |                 |                                          |
| 2-23 | The One with the Chicken Pox / Епізод з вітрянкою.                                        | 9 травня 1996      | Майкл Лембек    | Брайан Мандел                            |
| Фібі та її друг, підводник Райан проводять два тижні разом, захворівши на вітрянку. Джо отримує роботу в компанії, де працює Чендлер і видає себе за іншу людину. |                                                                                           |                    |                 |                                          |
| |                                                                                           |                    |                 |                                          |
| 2-24 | The One with Barry and Mindy's Wedding / Епізод, в якому весілля Баррі і Мінді.           | 16 травня 1996     | Майкл Лембек    | Айра Унгерлайдер, Брайан Мандел          |
| Баррі та Мінді одружуються, а Рейчел стає подружкою нареченої. Моніка і Річард обговорюють своє майбутнє, і в підсумку вирішують розлучитися. Чендлер знайомиться з дівчиною через Інтернет. Джо повинен поцілувати чоловіка, щоб зіграти свою роль.                                                       |                                                                                           |                    |                 |                                          |

## Сезон 3
| Епізод | Назва                                                                                                | Дата виходу в ефір | Режисер        | Сценаристи                                                  |
| --- | --- | ------------------ | -------------- | ----------------------------------------------------------- |
| | |                    |                |                                                             |
| 3-01 | The One with the Princess Leia Fantasy / Епізод з фантазією про Принцесу Лею.                        | 19 вересня 1996    | Гейл Манкузо   | Девід Крейн і Марта Кауффман                                |
| Моніка тужить за Річардом. Рейчел здійснює таємну фантазію Роса, але через Чендлера нічого доброго з цього не виходить. Джо намагається подружитися з Дженіс. | |                    |                |                                                             |
| | |                    |                |                                                             |
| 3-02 | The One Where No One's Ready / Епізод, в якому ніхто не готовий.                                     | 26 вересня 1996    | Гейл Манкузо   | Девід Крейн і Марта Кауффман                                |
| Росс збирається на важливий вечір у Музеї, але ніхто не поспішає туди йти: Моніка мучиться через дзвінок Річарда, а Чендлер і Джо сваряться через крісло. | |                    |                |                                                             |
| | |                    |                |                                                             |
| 3-03 | The One with the Jam / Епізод з джемом.                                                              | 3 жовтня 1996      | Кевін Брайт    | Джеф Астроф і Майк Сайковітц                                |
| Моніка виготовляє величезну кількість джему, щоб забути Річарда. Фібі зустрічається з ненормальним колишнім хлопцем своєї сестри. Джо пошкоджує руку. | |                    |                |                                                             |
| | |                    |                |                                                             |
| 3-04 | The One with the Metaphorical Tunnel / Епізод з метафоричним тунелем.                                | 10 жовтня 1996     | Стів Цукерман  | Алекса Юнг                                                  |
| Доводячи серйозність своїх намірів, Чендлер відлякує від себе Дженіс. Фібі зображає агента Джо. Син Росса грає з лялькою Барбі. | |                    |                |                                                             |
| | |                    |                |                                                             |
| 3-05 | The One with Frank Jr. / Епізод з Френком Молодшим.                                                  | 17 жовтня 1996     | Стів Цукерман  | Джеф Грінстайн і Джеф Штраусс                               |
| Фібі проводить час зі своїм братом, Френком Молодшим. Джо майструє і споруджує величезний стелаж. Друзі складають списки знаменитостей, з якими хотіли б переспати. | |                    |                |                                                             |
| | |                    |                |                                                             |
| 3-06 | The One with the Flashback / Епізод з ретроспективним кадром.                                        | 31 жовтня 1996     | Пітер Бонерз   | Адам Чейз і Айра Унгерлайдер                                |
| Ретроспектива трирічної давнини: На місці Центральної Кав'ярні —— більярдний клуб, Чендлер шукає сусіда по кімнаті, Моніка випадково зустрічається з Рейчел, а Росс дізнається, що його дружина — лесбійка.                                                                           | |                    |                |                                                             |
| | |                    |                |                                                             |
| 3-07 | The One with the Race Car Bed / Епізод з ліжком у вигляді гоночного автомобіля.                      | 7 листопада 1996   | Гейл Манкузо   | Джеф Астроф і Майк Сайковітц                                |
| Моніці доставляють не те ліжко. Джо викладає на акторських курсах з класу «мильних опер». Дженіс цілується зі своїм колишнім чоловіком. | |                    |                |                                                             |
| | |                    |                |                                                             |
| 3-08 | The One with the Giant Poking Device / Епізод з гігантським тикальним пристроєм.                     | 14 листопада 1996  | Гейл Манкузо   | Девід Крейн і Марта Кауффман                                |
| Фібі боїться ходити до стоматолога. Чендлер дізнається правду про Дженіс, і вони розходяться. Моніка вдаряє Бена головою до поперечини і хоче це приховати. Друзі думають, що Мерзенний Голий Мужик з сусіднього будинку помер.                                                       | |                    |                |                                                             |
| | |                    |                |                                                             |
| 3-09 | The One with the Football / Епізод з футболом.                                                       | 21 листопада 1996  | Кевін Брайт    | Джеф Грінстайн і Джеф Штраусс                               |
| Моніка і Росс згадують дитинство, і друзі вирушають в парк грати у футбол. | |                    |                |                                                             |
| | |                    |                |                                                             |
| 3-10 | The One Where Rachel Quits / Епізод, в якому Рейчел звільняється.                                    | 12 грудня 1996     | Террі Х'юз     | Адам Чейз і Айра Унгерлайдер                                |
| Рейчел кидає роботу в Центральній кав'ярні. Росс випадково ламає маленькій дівчинці ногу і продає за неї печиво скаутів. Джо продає різдвяні ялинки, чим дуже засмучує Фібі. | |                    |                |                                                             |
| | |                    |                |                                                             |
| 3-11 | The One Where Chandler Can't Remember Which Sister / Епізод, в якому Чендлер не пам'ятає яка сестра. | 9 січня 1997       | Террі Х'юз     | Алекса Юнг                                                  |
| П'яний Чендлер фліртує з однією з сестер Джо, але потім не пам'ятає, з якою. Новий знайомий Рейчел, Марк, влаштовує її на роботу в Блумінгдеіл. Моніка і Рейчел розбираються з галасливими сусідами.                                                                                  | |                    |                |                                                             |
| | |                    |                |                                                             |
| 3-12 | The One with All the Jealousy / Епізод з Усіма Ревнощами.                                            | 16 січня 1997      | Роббі Бенсон   | Адам Чейз і Айра Унгерлайдер, Джеф Астроф і Майк Сайковітц  |
| Росс ревнує Рейчел до Марка. Моніка призначає побачення офіціантові, який складає дивні вірші. Джо вчить акторів танцювати. | |                    |                |                                                             |
| | |                    |                |                                                             |
| 3-13 | The One Where Monica and Richard are Just Friends / Епізод, в якому Моніка і Річард просто друзі.    | 30 січня 1997      | Роббі Бенсон   | Алекса Юнг                                                  |
| Моніка і Річард знову зустрічаються і пробують залишитися просто друзями. Джо і Рейчел читають улюблені книги один одного. Фібі зустрічається з хлопцем, який носить занадто вільні шорти.                                                                                            | |                    |                |                                                             |
| | |                    |                |                                                             |
| 3-14 | The One with Phoebe's Ex-Partner / Епізод з екс-партнером Фібі.                                      | 6 лютого 1997      | Роббі Бенсон   | Білл Лоуренс                                                |
| Фібі зустрічається зі своєю колишньою партнеркою-співачкою. Чендлер призначає побачення дівчині зі штучною ногою, з якою раніше зустрічався Джо. | |                    |                |                                                             |
| | |                    |                |                                                             |
| 3-15 | The One Where Ross and Rachel Take a Break / Епізод, в якому Росс і Рейчел роблять перерву.          | 13 лютого 1997     | Джеймс Барроуз | Джеф Грінстайн і Джеф Штраусс                               |
| Росс і Рейчел сваряться через її роботу і Рейчел пропонує «зробити перерву» у відносинах. Джо і Чендлер фліртують з працівницею копіювального центру. Моніка і Фібі йдуть на подвійне побачення з іноземним послом і його перекладачем.                                               | |                    |                |                                                             |
| | |                    |                |                                                             |
| 3-16 | The One the Morning After / Епізод, в якому настає Ранок після.                                      | 20 лютого 1997     | Джеймс Барроуз | Девід Крейн і Марта Кауффман                                |
| Засмучений Росс проводить ніч з дівчиною з копіювального центру. Моніка, Чендлер, Джо і Фібі ховаються в спальні, в той час як Росс і Рейчел розривають відносини (і в підсумку вирішують розлучитися).                                                                               | |                    |                |                                                             |
| | |                    |                |                                                             |
| 3-17 | The One Without the Ski Trip / Епізод з лижної поїздкою.                                             | 6 березня 1997     | Сем Саймон     | Девід Крейн і Марта Кауффман                                |
| Рейчел запрошує всіх друзів окрім Роса в гори, покататися на лижах. Чендлер знову починає палити. Росс намагається знайти співчуття у Керол. | |                    |                |                                                             |
| | |                    |                |                                                             |
| 3-18 | The One with the Hypnosis Tape / Епізод з касетою Гіпноза.                                           | 13 березня 1997    | Роббі Бенсон   | Джеф Астроф і Майк Сайковітц                                |
| Чендлер намагається кинути палити використовуючи касету з гіпнозом. Моніка зустрічається з мільйонером. Френк Молодший оголошує, що одружується на жінці, яка старша за нього на 26 років.                                                                                            | |                    |                |                                                             |
| | |                    |                |                                                             |
| 3-19 | The One with the Tiny T-Shirt / Епізод з малесенькою футболкою.                                      | 27 березня 1997    | Террі Х'юз     | Джеф Астроф і Майк Сайковітц                                |
| Рейчел повертає Россу частину його речей, але той ображається і вимагає назад всі речі. Моніка намагається ухвалити рішення з приводу своїх нових відносин з мільйонером. Джо спокушає свою партнерку по театральній постановці.                                                      | |                    |                |                                                             |
| | |                    |                |                                                             |
| 3-20 | The One with the Dollhouse / Епізод з ляльковим будиночком.                                          | 10 квітня 1997     | Террі Х'юз     | Доуті Абрамс                                                |
| Моніка отримує ляльковий будиночок у спадок від тітки, а Фібі робить свій власний. Чендлер ніяк не може розлучитися з начальницею Рейчел. | |                    |                |                                                             |
| | |                    |                |                                                             |
| 3-21 | The One with a Chick and a Duck / Епізод з Курчам і Качкою.                                          | 17 квітня 1997     | Майкл Лембек   | Адам Чейз і Айра Унгерлайдер                                |
| Джо і Чендлер заводять Курча і Качку. Росс упускає шанс бути показаним по телевізору і залишається з Рейчел. | |                    |                |                                                             |
| | |                    |                |                                                             |
| 3-22 | The One with the Screamer / Епізод з Крикуном.                                                       | 24 квітня 1997     | Пітер Бонерз   | Алекса Юнг                                                  |
| Рейчел призначає побачення хлопцю, у якого проблеми з нервами. Фібі цілодобово чекає телефонного дзвінка. | |                    |                |                                                             |
| | |                    |                |                                                             |
| 3-23 | The One with Ross's Thing / Епізод зі штучкою Росса.                                                 | 1 травня 1997      |                | Девід Крейн і Марта Кауффман, Джеф Грінстайн і Джеф Штраусс |
| Росс виявляє дивний наріст на тілі, який відмовляються видаляти всі лікарі. Фібі зустрічається з двома хлопцями одночасно і не може обрати одного. | |                    |                |                                                             |
| | |                    |                |                                                             |
| 3-24 | The One with the Ultimate Fighting Champion / Епізод з Чемпіоном з боїв без правил.                  | 8 травня 1997      | Роббі Бенсон   | Кріс Браун                                                  |
| Друг Моніки Піт бере участь в боях без правил і вони розлучаються. Начальник Чендлера використовує дивний спосіб показати своє схвалення співробітникам. Фібі знаходить Россу подругу на ім'я Бонні.                                                                                  | |                    |                |                                                             |
| | |                    |                |                                                             |
| 3-25 | The One at the Beach / Епізод на пляжі.                                                              | 15 травня 1997     | Памела Фраймен | Кріс Браун                                                  |
| Фібі з друзями вирушають на узбережжя, щоб розшукати знайому її батьків, яку теж звуть Фібі. Друзі грають у настільну гру на роздягання. Рейчел визнається Россу в тому, що у неї залишилися до нього почуття і той встає перед вибором. Чендлер пристає до Моніки з дурним питанням. | |                    |                |                                                             |

## Сезон 4
| Епізод | Назва                                                                             | Дата виходу в ефір | Режисер             | Сценаристи                               |
| --- | --------------------------------------------------------------------------------- | ------------------ | ------------------- | ---------------------------------------- |
| |                                                                                   |                    |                     |                                          |
| 4-01 | The One with the Jellyfish / Епізод з медузою.                                    | 25 вересня 1997    | Шеллі Йенсен        | Джеф Астроф і Майк Сайковітц             |
| Моніку жалить медуза, і Чендлер з Джо надають їй допомогу. Рейчел пише 18-сторінковий лист Россу. Росс розриває з Бонні і відновлює відносини з Рейчел, але в підсумку вони остаточно сваряться. Фібі дізнається правду про свою справжню мати. |                                                                                   |                    |                     |                                          |
| |                                                                                   |                    |                     |                                          |
| 4-02 | The One with the Cat / Епізод з кішкою.                                           | 2 жовтня 1997      | Шеллі Йенсен        | Адам Чейз і Айра Унгерлайдер             |
| Фібі знаходить бездомну кішку і думає, що в ній оселився дух її матері. Квартиру Джо і Чендлера грабують. Моніка зустрічається з колишнім однокласником, з яким ще в школі зустрічалася Рейчел. |                                                                                   |                    |                     |                                          |
| |                                                                                   |                    |                     |                                          |
| 4-03 | The One with the Cuffs / Епізод з наручниками.                                    | 9 жовтня 1997      | Пітер Бонерз        | Майкл Кертіс і Грегорі Малінс            |
| Чендлер і Джоана знову зустрічаються, і їх ігри призводять до того, що Чендлер виявляється прикований наручниками в її офісі. Моніка готує для вечірки в будинку її матері та випадково запікає накладний ніготь в одному з пирогів. До Джо приходить торговий агент. |                                                                                   |                    |                     |                                          |
| |                                                                                   |                    |                     |                                          |
| 4-04 | The One with the Ballroom Dancing / Епізод з танцями.                             | 16 жовтня 1997     | Гейл Манкузо        | Алекса Юнг                               |
| Щоб зберегти квартиру Моніки і Рейчел, Джо змушений займатися бальними танцями з Містером Тіггером, керуючим. Чендлер хоче відмовитися від членства в спортивному клубі. Фібі закохується в клієнта і втрачає роботу. |                                                                                   |                    |                     |                                          |
| |                                                                                   |                    |                     |                                          |
| 4-05 | The One with Joey's New Girlfriend / Епізод з новою подружкою Джо.                | 30 жовтня 1997     | Гейл Манкузо        | Кріс Браун                               |
| Чендлер розуміє, що закоханий у нову подругу Джо, Кейті. Фібі застуджується, і її голос, за її словами, стає дуже сексуальним. Потім Фібі одужує і намагається захворіти знову, щоб повернути сексуальний голос. З цією метою вона використовує хвору Моніку. Росс і Рейчел на зло один одному заводять романи. Обидва романи виявляються невдалими: хлопець Рейчел краде у неї, а дівчина Росса використовує його як няньку для своєї дитини. |                                                                                   |                    |                     |                                          |
| |                                                                                   |                    |                     |                                          |
| 4-06 | The One with the Dirty Girl / Епізод з неохайною Дівчиною.                        | 2 листопада 1997   | Шеллі Йенсен        | Бетсі Борнс                              |
| Нова подруга Роса гарна усім, але її квартира — справжнє звалище. Чендлер купує Кейті подарунок на день народження — її улюблену дитячу книгу. Джо хоче подарувати Кейті ручку з годинником. Всі переконують Чендлера в тому, що це буде погано виглядати, якщо його подарунок буде набагато кращий за подарунок Джо. Тому Чендлер віддає книгу Джо, щоб її подарував він. Кейті розуміє, що подарунок Джо купив Чендлер. Моніка отримує замовлення на обслуговування похорону, але у неї немає грошей. Фібі їй дає грошей у борг. У результаті Моніка і Фібі вирішують заснувати свою справу з обслуговування різних заходів: Моніка готує, а Фібі займається грошовими питаннями. |                                                                                   |                    |                     |                                          |
| |                                                                                   |                    |                     |                                          |
| 4-07 | The One Where Chandler Crosses the Line / Епізод, в якому Чендлер перетинає межу. | 6 листопада 1997   | Кевін Брайт         | Майкл Борков                             |
| Чендлер цілує Кейті і постає перед вибором між дівчиною, в яку закоханий, і найкращим другом. Росс згадує, що колись грав на синтезаторі. |                                                                                   |                    |                     |                                          |
| |                                                                                   |                    |                     |                                          |
| 4-08 | The One with Chandler in a Box / Епізод, в якому Чендлер в ящику.                 | 13 листопада 1997  | Пітер Бонерз        | Девід Крейн і Марта Кауффман             |
| Чендлер свариться з Джо і намагається загладити свою провину. Моніка запрошує сина Річарда на вечірку на честь дня подяки. З'ясовується, що Рейчел обмінює подарунки. |                                                                                   |                    |                     |                                          |
| |                                                                                   |                    |                     |                                          |
| 4-09 | The One Where They're Going to Party / Епізод, в якому вони йдуть на вечірку!     | 11 грудня 1997     | Пітер Бонерз        | Джеф Астроф і Майк Сайковітц             |
| Старий друг Чендлера і Роса — великий заводила на прізвисько «Гендальф» — збирається приїхати в Нью-Йорк. Рейчел хоче отримати підвищення, але її начальниця проти. Моніка знаходить нову роботу. |                                                                                   |                    |                     |                                          |
| |                                                                                   |                    |                     |                                          |
| 4-10 | The One with the Girl from Poughkeepsie / Епізод з дівчиною з Погебсі.            | 18 грудня 1997     | Гері Гальворсон     | Айра Унгерлайдер                         |
| Росс не може вирішити, чи хоче він зустрічатися з дівчиною, яка живе в двох з половиною годинах їзди від його будинку. Фібі намагається написати ідеальну різдвяну пісню. Чендлер шукає кавалерів для Рейчел. Моніка намагається поставити співробітників на місце. |                                                                                   |                    |                     |                                          |
| |                                                                                   |                    |                     |                                          |
| 4-11 | The One with Phoebe's Uterus / Епізод з маткою Фібі.                              | 8 січня 1998       | Девід Стейнберг     | Доті Абрамс                              |
| Фібі повинна ухвалити рішення про те, що відповісти на прохання брата і його дружини: пара не може мати дітей і просить Фібі стати сурогатною матір'ю. Росс влаштовує Джо екскурсоводом в музей. |                                                                                   |                    |                     |                                          |
| |                                                                                   |                    |                     |                                          |
| 4-12 | The One with the Embryos / Епізод з ембріонами.                                   | 15 січня 1998      | Кевін Брайт         | Джеф Астроф і Майк Сайковітц             |
| Моніка і Рейчел програють парі Чендлеру і Джо і міняються з ними квартирами. Фібі повідомляє, що вагітна. |                                                                                   |                    |                     |                                          |
| |                                                                                   |                    |                     |                                          |
| 4-13 | The One with Rachel's Crush / Епізод, в якому Рейчел закохана.                    | 29 січня 1998      | Дана ДеВаллі Пьяцца | Майкл Борков                             |
| Чендлер розриває з Кейті, дізнавшись, що вона спить з іншим хлопцем. Рейчел закохується в одного зі своїх клієнтів, Джошуа. |                                                                                   |                    |                     |                                          |
| |                                                                                   |                    |                     |                                          |
| 4-14 | The One with Joey's Dirty Day / Епізод з Брудним Днем Джо.                        | 5 лютого 1998      | Пітер Бонерз        | Алекса Юнг                               |
| Джо повинен йти на проби фільму за участю Чарлтона Хестона, але після риболовлі від нього огидно тхне. Рейчел знайомить Росса з родичкою свого начальника, Емілі. |                                                                                   |                    |                     |                                          |
| |                                                                                   |                    |                     |                                          |
| 4-15 | The One with All the Rugby / Епізод, в якому Росс грає в регбі.                   | 26 лютого 1998     | Джеймс Барроуз      | Майкл Кертіс і Грегорі Малінс            |
| Росс грає в регбі з англійськими друзями Емілі. Чендлер знову зустрічається з Дженіс і, щоб порвати з нею остаточно, говорить їй, що їде до Ємена. Моніка намагається розгадати таємницю вимикача. |                                                                                   |                    |                     |                                          |
| |                                                                                   |                    |                     |                                          |
| 4-16 | The One with the Fake Party / Епізод з фальшивою вечіркою.                        | 19 березня 1998    | Майкл Лембек        | Бетсі Борнс                              |
| Рейчел хоче зустрітися з Джошуа поза роботою і влаштовує підроблену вечірку для Емілі, яка повертається до Лондона. Через вагітность Фібі хоче м'яса. |                                                                                   |                    |                     |                                          |
| |                                                                                   |                    |                     |                                          |
| 4-17 | The One with the Free Porn / Епізод з безкоштовним порно.                         | 26 березня 1998    | Майкл Лембек        | Адам Чейз                                |
| Чендлер і Джо виявляють в своєму телевізорі безкоштовний еротичний канал. Росс зізнається у своїх почуттях до Емілі. Фібі дізнається, що в неї буде трійня. |                                                                                   |                    |                     |                                          |
| |                                                                                   |                    |                     |                                          |
| 4-18 | The One with Rachel's New Dress / Епізод з новою сукнею Рейчел.                   | 2 квітня 1998      | Гейл Манкузо        | Алекса Юнг, Майкл Борков                 |
| Джошуа запрошує Рейчел в будинок своїх батьків. Фібі вибирає ім'я для одного зі своїх майбутніх дітей. |                                                                                   |                    |                     |                                          |
| |                                                                                   |                    |                     |                                          |
| 4-19 | The One with All the Haste / Епізод, в якому всі поспішають.                      | 9 квітня 1998      | Террі Х'юз          | Майкл Кертіс і Грегорі Малінс            |
| Поки Чендлер і Джо розважаються на стадіоні, Моніка і Рейчел захоплюють свою колишню квартиру. Росс робить пропозицію Емілі, й вона погоджується. |                                                                                   |                    |                     |                                          |
| |                                                                                   |                    |                     |                                          |
| 4-20 | The One with All the Wedding Dresses / Епізод з весільними сукнями.               | 16 квітня 1998     | Гейл Манкузо        | Майкл Кертіс і Грегорі Малінс, Адам Чейз |
| Росс просить Моніку забрати весільну сукню Емілі. Чендлер втомився від хропіння Джо і відправляє його в клініку. Рейчел надто поспішає і свариться з Джошуа. |                                                                                   |                    |                     |                                          |
| |                                                                                   |                    |                     |                                          |
| 4-21 | The One with the Invitation / Епізод із запрошеннями.                             | 23 квітня 1998     | Пітер Бонерз        | Себастіан Джонс і Брайан Букнер          |
| Росс і Емілі розсилають запрошення на весілля. Емілі не бажає запрошувати Рейчел, але Росс все одно робить це. Рейчел і Рос згадують своє минуле. Рейчел вирішує не їхати на весілля. |                                                                                   |                    |                     |                                          |
| |                                                                                   |                    |                     |                                          |
| 4-22 | The One with the Worst Best Man Ever / Епізод з Найгіршим дружком усіх часів.     | 30 квітня 1998     | Пітер Бонерз        | Алекса Юнг                               |
| Росс вибирає Чендлера своїм боярином, але потім змінює свій вибір на Джо. Джо втрачає обручку Роса. Дівчата влаштовують вечірку для майбутніх дітей Фібі. |                                                                                   |                    |                     |                                          |
| |                                                                                   |                    |                     |                                          |
| 4-23 | The One with Ross's Wedding (1) / Епізод , в якому весілля Росса, Частина 1.      | 7 травня 1998      | Кевін Брайт         | Брайан Мандел                            |
| Усі друзі вирушають на весілля Роса до Лондона. У Нью-Йорку залишаються тільки Фібі (якої не можна літати через вагітність) і Рейчел (яка не хоче їхати). |                                                                                   |                    |                     |                                          |
| |                                                                                   |                    |                     |                                          |
| 4-24 | The One with Ross's Wedding (2) / Епізод , в якому весілля Росса, Частина 2.      | 7 травня 1998      | Кевін Брайт         | Айра Унгерлайдер, Брайан Мандел          |
| Рейчел вирушає до Лондона, щоб зізнатися Россу в коханні. Чендлер і Моніка проводять ніч разом. Під час весілля, біля вівтаря, Росс вимовляє ім'я «Рейчел» замість «Емілі». |                                                                                   |                    |                     |                                          |

## Сезон 5
| Епізод | Назва                                                                              | Дата виходу в ефір | Режисер             | Сценаристи                                                  |
| --- | ---------------------------------------------------------------------------------- | ------------------ | ------------------- | ----------------------------------------------------------- |
| |                                                                                    |                    |                     |                                                             |
| 5-01 | The One After Ross Says Rachel / Епізод, після того як Росс назвав ім'я Рейчел.    | 24 вересня 1998    | Кевін Брайт         | Девід Крейн і Марта Кауффман                                |
| Весілля Росса триває, однак після церемонії Емілі втікає. Моніка і Чендлер встановлюють правила для своїх нових відносин. Рейчел вирушає у весільну подорож замість Емілі та Роса. |                                                                                    |                    |                     |                                                             |
| |                                                                                    |                    |                     |                                                             |
| 5-02 | The One with All the Kissing / Епізод, в якому всі цілуються.                      | 1 жовтня 1998      | Гері Гальворсон     | Девід Крейн і Марта Кауффман                                |
| Моніка і Чендлер всіляко намагаються приховати свої відносини. Рейчел зізнається Росу, що все ще кохає його. У Фібі відходять води. |                                                                                    |                    |                     |                                                             |
| |                                                                                    |                    |                     |                                                             |
| 5-03 | The One with the Triplets (The One Hundredth) / Епізод з трійнею (Епізод сотий).   | 8 жовтня 1998      | Кевін Брайт         | Джеф Астроф і Майк Сайковітц                                |
| Фібі народжує трійню для свого брата Френка. У Джо виявляються камені в нирках. |                                                                                    |                    |                     |                                                             |
| |                                                                                    |                    |                     |                                                             |
| 5-04 | The One Where Phoebe Hates PBS / Епізод, в якому Фібі ненавидить канал PBS.        | 15 жовтня 1998     | Шеллі Йенсен        | Алекса Юнг                                                  |
| Фібі намагається зробити благородний безкорисливий вчинок. Емілі погоджується приїхати до Роса в Нью-Йорк, якщо той пообіцяє більше ніколи не бачитися з Рейчел. Джо бере участь у благодійному телемарафоні.                                                                                     |                                                                                    |                    |                     |                                                             |
| |                                                                                    |                    |                     |                                                             |
| 5-05 | The One with the Kips / Епізод зі старим сусідом Кіпом.                            | 29 жовтня 1998     | Дана ДеВаллі Пьяцца | Джеф Грінстайн і Джеф Штраусс                               |
| Чендлер і Моніка проводять разом вихідні, але в результаті сваряться. Рос розповідає Рейчел про вимогу Емілі. Джо дізнається про відносини між Монікою і Чендлером. |                                                                                    |                    |                     |                                                             |
| |                                                                                    |                    |                     |                                                             |
| 5-06 | The One with the Yeti / Епізод з чудовиськом Йеті.                                 | 5 листопада 1998   | Гері Гальворсон     | Адам Чейз і Айра Унгерлайдер                                |
| Емілі вимагає від Роса дедалі більше, і їх стосунки остаточно розриваються. Моніка і Рейчел налякані дуже волохатою людиною, що після стрижки виявилася симпатичним хлопцем Дені |                                                                                    |                    |                     |                                                             |
| |                                                                                    |                    |                     |                                                             |
| 5-07 | The One Where Ross Moves In / Епізод, в якому Росс в'їжджає.                       | 12 листопада 1998  | Гері Гальворсон     | Джеф Астроф і Майк Сайковітц                                |
| Росс поселяється у Чендлера і Джо. Фібі зустрічається з санітарним інспектором, який закриває всі відвідувані ними ресторани. |                                                                                    |                    |                     |                                                             |
| |                                                                                    |                    |                     |                                                             |
| 5-08 | The One with All the Thanksgivings / Епізод, в якому всі згадують свої Дні Подяки. | 19 листопада 1998  | Кевін Брайт         | Девід Крейн і Марта Кауффман                                |
| Показуються давно минулі дні подяки: Чендлер ображає Моніку, та мститься йому, а голова Джо застряє в індичці. |                                                                                    |                    |                     |                                                             |
| |                                                                                    |                    |                     |                                                             |
| 5-09 | The One with Ross's Sandwich / Епізод з сендвічем Росса.                           | 10 грудня 1998     | Гері Гальворсон     | Джеф Грінстайн і Джеф Штраусс                               |
| Росс втрачає самовладання (і в перспективі роботу) через те, що хтось з'їв його сендвіч. Джої всіляко намагається приховати секрет Моніки і Чендлера і ставить себе в незручне становище. Фібі і Рейчел разом ходять на навчання.                                                                 |                                                                                    |                    |                     |                                                             |
| |                                                                                    |                    |                     |                                                             |
| 5-10 | The One with the Inappropriate Sister / Епізод з сестричкою Дені.                  | 17 грудня 1998     | Дана ДеВаллі Пьяцца | Адам Чейз і Айра Унгерлайдер                                |
| Росс допомагає Джо написати власний сценарій, але на цьому ґрунті свариться з Чендлером. Рейчел зустрічається з Дені, але її відлякують його занадто близькі відносини із сестрою. |                                                                                    |                    |                     |                                                             |
| |                                                                                    |                    |                     |                                                             |
| 5-11 | The One with All the Resolutions / Епізод, в якому всі дають обіцянки.             | 7 січня 1999       | Джо Регалбуто       | Алекса Юнг                                                  |
| Друзі дають новорічні обіцянки. Рейчел дізнається про таємницю Моніки і Чендлера, але її новорічна обіцянка не дозволяє їй пліткувати. Рос потрапляє в неприємності зі своїми новими шкіряними штаньми.                                                                                           |                                                                                    |                    |                     |                                                             |
| |                                                                                    |                    |                     |                                                             |
| 5-12 | The One with Chandler's Work Laugh / Епізод з робочим сміхом Чендлера.             | 21 січня 1999      | Кевін Брайт         | Адам Чейз і Айра Унгерлайдер, Джеф Астроф і Майк Сайковітц  |
| Моніка вважає, що Чендлер «підлизується» до свого начальника. Рос дізнається, що Емілі знову виходить заміж і починає зустрічатися з Дженіс. |                                                                                    |                    |                     |                                                             |
| |                                                                                    |                    |                     |                                                             |
| 5-13 | The One with Joey's Bag / Епізод з новою сумкою Джо.                               | 4 лютого 1999      | Гейл Манкузо        | Алекса Юнг                                                  |
| Бабуся Фібі вмирає, і вона зустрічає свого справжнього батька. Джо починає ходити з сумкою. |                                                                                    |                    |                     |                                                             |
| |                                                                                    |                    |                     |                                                             |
| 5-14 | The One Where Everybody Finds Out / Епізод, в якому всі все дізнаються.            | 11 лютого 1999     | Майкл Лембек        | Білл Лоуренс                                                |
| Фібі дізнається про відносини Моніки та Чендлера, і вони з Рейчел вирішують над ними пожартувати. Голий Мужик з будинку навпроти з'їжджає, і Росс стає одним з претендентів на його квартиру. Він в'їжджає в неї і в вікно бачить, як Чандлер і Моніка займаються сексом.                         |                                                                                    |                    |                     |                                                             |
| |                                                                                    |                    |                     |                                                             |
| 5-15 | The One with the Girl Who Hits Joey / Епізод з забіякуватою подругою Джо.          | 18 лютого 1999     | Кевін Брайт         | Джеф Грінстайн і Джеф Штраусс                               |
| Джо зустрічається з дівчиною, яка постійно б'є його. Росс не знаходить спільної мови з новими сусідами по будинку і хоче влаштувати вечірку, проте на неї ніхто не приходить. Фібі намагається помирити Росса з сусідами, але в підсумку сама сваритися з ними. Чандлер робить пропозицію Моніці. |                                                                                    |                    |                     |                                                             |
| |                                                                                    |                    |                     |                                                             |
| 5-16 | The One with the Cop / Епізод з Поліцейським.                                      | 25 лютого 1999     | Ендрю Тсао          | Девід Крейн і Марта Кауффман                                |
| Фібі знаходить значок поліцейського і видає себе за нього до тих пір, поки не зустрічає справжнього власника значка. Росс купує новий диван і відмовляється від доставки. |                                                                                    |                    |                     |                                                             |
| |                                                                                    |                    |                     |                                                             |
| 5-17 | The One with Rachel's Inadvertent Kiss / Епізод з випадковим поцілунком.           | 18 березня 1999    | Шеллі Йенсен        | Девід Крейн і Марта Кауффман                                |
| Рейчел хоче отримати роботу у Ральфа Лорена і під час інтерв'ю випадково цілує співробітника. Джо намагається відшукати незнайомку з будинку навпроти. |                                                                                    |                    |                     |                                                             |
| |                                                                                    |                    |                     |                                                             |
| 5-18 | The One Where Rachel Smokes / Епізод, в якому Рейчел палить.                       | 8 квітня 1999      | Тодд Голланд        | Джеф Астроф і Майк Сайковітц                                |
| Рейчел пробує закурити, щоб краще включитися в роботу. Джо і син Роса, Бен, пробуються для знімання в рекламі. |                                                                                    |                    |                     |                                                             |
| |                                                                                    |                    |                     |                                                             |
| 5-19 | The One Where Ross Can't Flirt / Епізод, в якому Росс не вміє фліртувати.          | 22 квітня 1999     | Гейл Манкузо        | Джеф Астроф і Майк Сайковітц                                |
| Росс намагається фліртувати з рознощицею піци. Джо запрошує свою бабусю подивитися серіал «Закон і порядок», у серії якого він знявся, але фрагмент з його участю вирізали. Моніка втрачає сережки, які їй подарував Чендлер.                                                                     |                                                                                    |                    |                     |                                                             |
| |                                                                                    |                    |                     |                                                             |
| 5-20 | The One with the Ride-Along / Епізод, в якому хлопці їдуть на поліцейський рейд.   | 29 квітня 1999     | Гері Гальворсон     | Доуті Абрамс                                                |
| Росс, Джо і Чендлер вирушають на нічне чергування з поліцейським Гаррі, з яким зустрічається Фібі. Моніка і Рейчел випадково видаляють повідомлення від Емілі на автовідповідачі Росса. |                                                                                    |                    |                     |                                                             |
| |                                                                                    |                    |                     |                                                             |
| 5-21 | The One with the Ball / Епізод із грою в м'яч.                                     | 6 травня 1999      | Гері Гальворсон     | Адам Чейз і Айра Унгерлайдер                                |
| Фібі та Гаррі збираються почати жити разом. Рейчел купує екзотичного кота. Друзі ставлять рекорд з безперервного перекидування м'яча. |                                                                                    |                    |                     |                                                             |
| |                                                                                    |                    |                     |                                                             |
| 5-22 | The One with Joey's Big Break / Епізод, в якому Джо образився на Чендлера.         | 13 травня 1999     | Гері Гальворсон     | Алекса Юнг                                                  |
| Джо отримує головну роль у фільмі, але Чендлер не вірить у його успіх. Вони сваряться. Фібі злиться на Роса, але не пам'ятає чому. Рейчел боїться окуліста. |                                                                                    |                    |                     |                                                             |
| |                                                                                    |                    |                     |                                                             |
| 5-23 | The One in Vegas (1) / Епізод у Вегасі, частина 1.                                 | 20 травня 1999     | Кевін Брайт         | Девід Крейн і Марта Кауффман, Джеф Грінстайн і Джеф Штраусс |
| Моніка зустрічає Річарда, але не хоче говорити про це Чендлеру. Друзі їдуть до Лас-Вегаса, щоб відвідати Джо. Рейчел розгулює по квартирі голою. |                                                                                    |                    |                     |                                                             |
| |                                                                                    |                    |                     |                                                             |
| 5-24 | The One in Vegas (2) / Епізод у Вегасі, частина 2.                                 | 20 травня 1999     | Кевін Брайт         | Кріс Браун                                                  |
| Фібі і Джо виганяють з казино. Рос розмальовує Рейчел обличчя. Чендлер і Моніка вирішують одружитися і йдуть до каплиці. Там вони зустрічають п'яних Рейчел і Роса, що щойно одружилися. |                                                                                    |                    |                     |                                                             |

## Сезон 6
| Епізод | Назва                                                                                           | Дата виходу в ефір | Режисер         | Сценаристи                               |
| --- | ----------------------------------------------------------------------------------------------- | ------------------ | --------------- | ---------------------------------------- |
| |                                                                                                 |                    |                 |                                          |
| 6-01 | The One After Vegas / Епізод після Вегаса.                                                      | 23 вересня 1999    | Кевін Брайт     | Джеф Астроф і Майк Сайковітц             |
| Росс і Рейчел вирішують анулювати свій шлюб, який був укладений сп'яну. Рос не хоче ставати тричі розлученим. Чендлер і Моніка не бажають поспішати. |                                                                                                 |                    |                 |                                          |
| |                                                                                                 |                    |                 |                                          |
| 6-02 | The One Where Ross Hugs Rachel / Епізод, в якому Росс обіймає Рейчел.                           | 30 вересня 1999    | Гейл Манкузо    | Адам Чейз і Айра Унгерлайдер             |
| Моніка і Чендлер оголошують Рейчел, що хочуть жити разом. Росс думає, як сказати Рейчел про те, що вони все ще одружені. |                                                                                                 |                    |                 |                                          |
| |                                                                                                 |                    |                 |                                          |
| 6-03 | The One with Ross's Denial / Епізод з відмовою Росса.                                           | 7 жовтня 1999      | Гері Гальворсон | Майкл Кертіс і Грегорі Малінс            |
| Росс намагається заперечувати, що все ще має почуття до Рейчел. Моніка і Чендлер думають, що зробити з вільною спальнею. Рейчел вирішує, куди переїхати. |                                                                                                 |                    |                 |                                          |
| |                                                                                                 |                    |                 |                                          |
| 6-04 | The One Where Joey Loses His Insurance / Епізод, в якому Джо втрачає свою медичну страховку.    | 14 жовтня 1999     | Гері Гальворсон | Алекса Юнг                               |
| У Джо немає роботи, і він залишується без медичної страховки. Рейчел дізнається, що вони з Россом все ще одружені. |                                                                                                 |                    |                 |                                          |
| |                                                                                                 |                    |                 |                                          |
| 6-05 | The One with Joey's Porsche / Епізод з Порше Джо.                                               | 21 жовтня 1999     | Гері Гальворсон | Кріс Браун                               |
| При спробі анулювати шлюб Рейчел визнається Россу, що ідея одружитися належала їй. Фібі доглядає за трійнятами. Джо знаходить в кав'ярні втрачені кимось ключі від машини. |                                                                                                 |                    |                 |                                          |
| |                                                                                                 |                    |                 |                                          |
| 6-06 | The One on the Last Night / Епізод про останній вечір.                                          | 4 листопада 1999   | Девід Швіммер   | Бетсі Борнс                              |
| Чендлер намагається допомогти Джо грошима і не образити його. Фібі провокує конфлікт між Рейчел і Монікою, а потім мирить їх. |                                                                                                 |                    |                 |                                          |
| |                                                                                                 |                    |                 |                                          |
| 6-07 | The One Where Phoebe Runs / Епізод, в якому Фібі бігає.                                         | 11 листопада 1999  | Гері Гальворсон | Майкл Борков                             |
| Рейчел вражена тим, як бігає Фібі, але не знає, як їй про це сказати. Джо знаходить нову сусідку по квартирі - танцівницю Джанін. |                                                                                                 |                    |                 |                                          |
| |                                                                                                 |                    |                 |                                          |
| 6-08 | The One with Ross's Teeth / Епізод із зубами Росса.                                             | 18 листопада 1999  | Гері Гальворсон | Девід Крейн і Марта Кауффман             |
| Росс готується до побачення і занадто сильно вибілює зуби. Фібі цілується (або ні) з Ральфом Лореном на роботі Рейчел. |                                                                                                 |                    |                 |                                          |
| |                                                                                                 |                    |                 |                                          |
| 6-09 | The One Where Ross Got High / Епізод, в якому Росс обкурюється.                                 | 25 листопада 1999  | Кевін Брайт     | Джеф Астроф і Майк Сайковітц             |
| Росс зізнається Чендлеру, чому його батьки його не люблять. Рейчел намагається приготувати святковий десерт. |                                                                                                 |                    |                 |                                          |
| |                                                                                                 |                    |                 |                                          |
| 6-10 | The One with the Routine / Епізод з "халтуркою".                                                | 16 грудня 1999     | Кевін Брайт     | Айра Унгерлайдер                         |
| Джанін танцюватиме на новорічному шоу Діка Кларка і запрошує на нього Джо, Моніку і Росса. У цей час Чендлер, Рейчел і Фібі шукають новорічні подарунки Моніки. |                                                                                                 |                    |                 |                                          |
| |                                                                                                 |                    |                 |                                          |
| 6-11 | The One with the Apothecary Table / Епізод c аптекарським столиком.                             | 6 січня 2000       | Кевін Брайт     | Доті Абрамс                              |
| Рейчел купує новий стіл в «Поттер Барн» і боїться зізнатися у цьому Фібі. Джанін виїжджає. |                                                                                                 |                    |                 |                                          |
| |                                                                                                 |                    |                 |                                          |
| 6-12 | The One with the Joke / Епізод з жартом.                                                        | 13 січня 2000      | Гері Гальворсон | Джеф Астроф і Майк Сайковітц             |
| Жарт Росса опублікували в Плейбої, а Чендлер стверджує, що автор жарту — він. Джої влаштовується на роботу в Центральну Кав'ярню. |                                                                                                 |                    |                 |                                          |
| |                                                                                                 |                    |                 |                                          |
| 6-13 | The One with Rachel's Sister / Епізод з сестрою Рейчел.                                         | 3 лютого 2000      | Гері Гальворсон | Майкл Борков                             |
| Джо безкоштовно пригощає красивих відвідувачок Центральної Кав'ярні. Моніка захворює, але не хоче цього визнавати. Сестра Рейчел, Джилл, свариться з батьком і приходить до неї. Рейчел переживає через те, що між її сестрою і Россом з'являються якісь почуття.                                                 |                                                                                                 |                    |                 |                                          |
| |                                                                                                 |                    |                 |                                          |
| 6-14 | The One Where Chandler Can't Cry / Епізод, в якому Чендлер не може плакати.                     | 10 лютого 2000     | Кевін Брайт     | Алекса Юнг                               |
| Чендлер зізнається, що не може плакати. Друзі думають, що Фібі знімається в порнографічних фільмах. Рейчел свариться із сестрою. |                                                                                                 |                    |                 |                                          |
| |                                                                                                 |                    |                 |                                          |
| 6-15 | The One that Could Have Been (1) / Епізод, в якому все могло б бути інакше - Частина 1.         | 17 лютого 2000     | Майкл Лембек    | Майкл Кертіс і Грегорі Малінс            |
| Друзі уявляють, що було б, якби в минулому все пішло б не так: Росс не розлучився б з Керол, Моніка залишилася б товстої, Рейчел вийшла б заміж за Баррі, Джої продовжив би зніматися в «Днях нашого життя», Чендлер писав би гумористичні оповідання, а Фібі стала б успішною бізнес-леді ...                    |                                                                                                 |                    |                 |                                          |
| |                                                                                                 |                    |                 |                                          |
| 6-16 | The One that Could Have Been (2) / Епізод, в якому все могло б бути інакше - Частина 2.         | 17 лютого 2000     | Майкл Лембек    | Бетсі Борнс                              |
| Продовження фантазій на тему, того, що могло б бути: Рейчел майже що проводить ніч з Джо, Керол розуміє, що вона лесбійка, Фібі переживає серцевий напад, а Чендлер і Моніка займаються коханням. |                                                                                                 |                    |                 |                                          |
| |                                                                                                 |                    |                 |                                          |
| 6-17 | The One with Unagi / Епізод з «Унагі».                                                          | 24 лютого 2000     | Гері Гальворсон | Адам Чейз                                |
| Росс намагається навчити Рейчел і Фібі прийомам самозахисту. Чендлер і Моніка роблять один одному подарунки, зроблені своїми руками. Джо хоче брати участь у медичних дослідах. |                                                                                                 |                    |                 |                                          |
| |                                                                                                 |                    |                 |                                          |
| 6-18 | The One Where Ross Dates a Student / Епізод, в якому Росс призначає побачення студентці.        | 9 березня 2000     | Гері Гальворсон | Алекса Юнг, Майкл Борков                 |
| Росс починає зустрічатися з однією зі своїх студенток. У квартирі Рейчел і Фібі відбувається пожежа. Чендлер влаштовує для Джо проби. |                                                                                                 |                    |                 |                                          |
| |                                                                                                 |                    |                 |                                          |
| 6-19 | The One with Joey's Fridge / Епізод з холодильником Джо.                                        | 23 березня 2000    | Бен Вейс        | Майкл Кертіс і Грегорі Малінс            |
| Холодильник у квартирі Джо вийшов з ладу і він намагається змусити когось з друзів заплатити за новий. Чендлер, Моніка і Фібі підбирають кавалерів для Рейчел. |                                                                                                 |                    |                 |                                          |
| |                                                                                                 |                    |                 |                                          |
| 6-20 | The One with Mac and C.H.E.E.S.E. / Епізод з Маком і Чізом.                                     | 13 квітня 2000     | Кевін Брайт     | Майкл Кертіс і Грегорі Малінс, Адам Чейз |
| Джо пробується на головну роль в новому телевізійному серіалі. Друзі згадують недавнє минуле. |                                                                                                 |                    |                 |                                          |
| |                                                                                                 |                    |                 |                                          |
| 6-21 | The One Where Ross Meets Elizabeth's Dad / Епізод, в якому Росс знайомиться з батьком Елізабет. | 27 квітня 2000     | Майкл Лембек    | Себастіан Джонс і Брайан Букнер          |
| Росс нервує через те, що йому належить познайомитися з Полом, батьком Елізабет. Фібі пише книгу. Рейчел йде на побачення з Полом. |                                                                                                 |                    |                 |                                          |
| |                                                                                                 |                    |                 |                                          |
| 6-22 | The One Where Paul's the Man / Епізод, в якому з'ясовується, що Пол - класний хлопець.          | 4 травня 2000      | Гері Гальворсон | Алекса Юнг                               |
| Росс і Елізабет таємно вирушають до заміського будинку її батька, Пола. У той же час Рейчел і Пол також збираються туди з'їздити. Джо хоче, щоб його портрет повісили в хімчистці. Моніка резервує приміщення для весілля і не каже про це Чендлеру. Той зізнається, що має великі плани по відношенню до Моніки. |                                                                                                 |                    |                 |                                          |
| |                                                                                                 |                    |                 |                                          |
| 6-23 | The One with the Ring / Епізод з кільцем.                                                       | 11 травня 2000     | Гері Гальворсон | Брайан Мандел                            |
| Фібі допомагає Чендлер підібрати обручку для Моніки. Пол плаче. |                                                                                                 |                    |                 |                                          |
| |                                                                                                 |                    |                 |                                          |
| 6-24 | The One with the Proposal (1) / Епізод із Пропозицією - Частина 1.                              | 18 травня 2000     | Кевін Брайт     | Айра Унгерлайдер, Брайан Мандел          |
| Чендлер хоче зробити пропозицію Моніці, але в ресторані вони зустрічають Річарда. Джо купує яхту на аукціоні. |                                                                                                 |                    |                 |                                          |
| |                                                                                                 |                    |                 |                                          |
| 6-25 | The One with the Proposal (2) / Епізод із Пропозицією - Частина 2.                              | 18 травня 2000     | Кевін Брайт     | Кріс Браун                               |
| Річард все ще кохаєМоніку. Рейчел і Фібі вирішують підібрати собі «запасні варіанти». Чендлер робить Моніці пропозицію. |                                                                                                 |                    |                 |                                          |

## Сезон 7
| Епізод | Назва                                                                                                  | Дата виходу в ефір | Режисер                       | Сценаристи                                                  |
| --- | --- | ------------------ | ----------------------------- | ----------------------------------------------------------- |
| | |                    |                               |                                                             |
| 7-01 | The One with Monica's Thunder / Епізод з вечіркою Моніки.                                              | 5 жовтня 2000      | Кевін Брайт                   | Девід Крейн і Марта Кауффман                                |
| Росс і Рейчел цілуються, і Моніка на них ображається. Джо намагається вдавати підлітка. Фібі хоче грати на гітарі на весіллі Моніки та Чендлера. | |                    |                               |                                                             |
| | |                    |                               |                                                             |
| 7-02 | The One with Rachel's Book / Епізод з книгою Рейчел.                                                   | 12 жовтня 2000     | Майкл Лембек                  | Девід Крейн і Марта Кауффман                                |
| Моніка дізналася, що її батьки витратили гроші, які було відкладено на її весілля. Джо знаходить еротичну новелу, яку читає Рейчел. | |                    |                               |                                                             |
| | |                    |                               |                                                             |
| 7-03 | The One with Phoebe's Cookies / Епізод з печивом Фібі.                                                 | 19 жовтня 2000     | Гері Гальворсон               | Джеф Астроф і Майк Сайковітц                                |
| Фібі хоче подарувати Моніці рецепт печива своєї бабусі, але з'ясовується, що рецепт згорів під час пожежі. Рейчел вчить Джо плавати на яхті. Чендлер збирається пограти в теніс з батьком Моніки та Роса.                                                    | |                    |                               |                                                             |
| | |                    |                               |                                                             |
| 7-04 | The One with Rachel's Assistant / Епізод з асистентом Рейчел.                                          | 26 жовтня 2000     | Девід Швіммер                 | Алекса Юнг                                                  |
| Рейчел обирає собі в асистенти молодого привабливого хлопця, Тага. Джо знову грає в серіалі «Дні нашого життя». Чендлер, Росс і Моніка розкривають таємниці один одного.                                                                                     | |                    |                               |                                                             |
| | |                    |                               |                                                             |
| 7-05 | The One with the Engagement Picture / Епізод з фотографією для заручин.                                | 2 листопада 2000   | Гері Гальворсон               | Джеф Грінстайн і Джеф Штраусс                               |
| Чендлер не виходить на фотографіях — у нього жахлива посмішка. Фібі переїжджає до Росса. Рейчел намагається спокусити Тага. | |                    |                               |                                                             |
| | |                    |                               |                                                             |
| 7-06 | The One with the Nap Partners / Епізод, в якому Джо і Рос сплять разом.                                | 9 листопада 2000   | Гері Гальворсон               | Адам Чейз і Айра Унгерлайдер                                |
| Джо і Рос засинають обіймаючись. Фібі та Рейчел змагаються за роль подружки нареченої Моніки. Чендлер збирається вибачитися перед подругою дитинства. | |                    |                               |                                                             |
| | |                    |                               |                                                             |
| 7-07 | The One with Ross's Library Book / Епізод з бібліотечною книгою Росса.                                 | 16 листопада 2000  | Девід Швіммер                 | Джеф Астроф і Майк Сайковітц                                |
| Росс радіє тому, що його наукова робота виявилася в бібліотеці. Але потім він дізнається, в якому саме місці книга знаходиться. Джо замислюється про серйозні стосунки. Його подружку грає Крістін Девіс. Моніка і Чендлер спілкуються з Дженіс.             | |                    |                               |                                                             |
| | |                    |                               |                                                             |
| 7-08 | The One Where Chandler Doesn't Like Dogs / Епізод, в якому з'ясовується, що Чендлер не любить собак.   | 23 листопада 2000  | Кевін Брайт                   | Девід Крейн і Марта Кауффман                                |
| Фібі приносить з вулиці собаку. Чендлер признається, що в нього немає алергії на собак, а він їх боїться. Росс намагається назвати всі 50 штатів США. | |                    |                               |                                                             |
| | |                    |                               |                                                             |
| 7-09 | The One with All the Candy / Епізод з усіма цукерками.                                                 | 7 грудня 2000      | Девід Швіммер                 | Джеф Грінстайн і Джеф Штраусс                               |
| Моніка хоче познайомитися і налагодити відносини з сусідами. Росс дарує Фібі її перший велосипед. | |                    |                               |                                                             |
| | |                    |                               |                                                             |
| 7-10 | The One with the Holiday Armadillo / Епізод з Різдвяним Броненосцем.                                   | 14 грудня 2000     | Гері Гальворсон               | Адам Чейз і Айра Унгерлайдер                                |
| Росс бажає пояснити Бену, що таке Ханука. Квартира Фібі відремонтована і вона боїться, що Рейчел не захоче з нею жити. | |                    |                               |                                                             |
| | |                    |                               |                                                             |
| 7-11 | The One with All the Cheesecakes / Епізод з сирними пирогами.                                          | 4 січня 2001       | Гері Гальворсон               | Алекса Юнг                                                  |
| Рейчел і Чендлер з'їдають сирний пиріг, який призначався комусь іншому. Девід, друг Фібі, приїжджає в місто всього на одну ніч. Моніка і Росс вирушають на весілля до своєї знайомої.                                                                        | |                    |                               |                                                             |
| | |                    |                               |                                                             |
| 7-12 | The One Where They're Up All Night / Епізод, в якому ніхто не спить.                                   | 11 січня 2001      | Кевін Брайт                   | Адам Чейз і Айра Унгерлайдер, Джеф Астроф і Майк Сайковітц  |
| Друзі проводять ніч без сну, але з різних причин: Моніка і Чендлер згадують часи, коли їхні стосунки тільки починалися; Рейчел і Таг шукають документи в офісі; Росс і Джо виявляються замкнутими на даху; в квартирі Фібі не замовкає пожежна сигналізація. | |                    |                               |                                                             |
| | |                    |                               |                                                             |
| 7-13 | The One Where Rosita Dies / Епізод, в якому Розіта вмирає.                                             | 1 лютого 2001      | Стефен Прайм                  | Алекса Юнг                                                  |
| Чендлер думає, що зламав «Розіта», улюблене крісло Джо, яке насправді зламала Рейчел. Моніка і Росс дізнаються, що їхні батьки продають свій будинок. Моніка отримує машину батьків. Фібі влаштовується на роботу в «магазин по телефону».                   | |                    |                               |                                                             |
| | |                    |                               |                                                             |
| 7-14 | The One Where They All Turn Thirty / Епізод, в якому всім виповнюється по 30.                          | 8 лютого 2001      | Бен Вейс                      | Білл Лоуренс                                                |
| Рейчел відзначає своє 30-річчя, але вона не рада цій події. Друзі згадують, як пройшли їх ювілеї. | |                    |                               |                                                             |
| | |                    |                               |                                                             |
| 7-15 | The One with Joey's New Brain / Епізод з новим мозком Джо.                                             | 15 лютого 2001     | Кевін Брайт                   | Джеф Грінстайн і Джеф Штраусс                               |
| Персонажу «Днів нашого життя», якого грає Джо, пересаджують мозок. Росс готує «сюрприз» для весілля Моніки та Чендлера. | |                    |                               |                                                             |
| | |                    |                               |                                                             |
| 7-16 | The One with the Truth About London / Епізод зі всією правдою про Лондон.                              | 22 лютого 2001     | Девід Швіммер                 | Девід Крейн і Марта Кауффман                                |
| Рейчел вчить Бена кільком розіграшам. Чендлер дізнається, що першу ніч, яку вони з Монікою провели разом, остання збиралася провести з Джо. | |                    |                               |                                                             |
| | |                    |                               |                                                             |
| 7-17 | The One with the Cheap Wedding Dress / Епізод з дешевою весільною сукнею.                              | 15 березня 2001    | Кевін Брайт                   | Девід Крейн і Марта Кауффман                                |
| Моніка та інші підбирають одяг для майбутнього весілля. Джо і Рос сперечаються через одну дівчину, якій обидва призначили побачення. | |                    |                               |                                                             |
| | |                    |                               |                                                             |
| 7-18 | The One with Joey's Award / Епізод з нагородою Джо.                                                    | 29 березня 2001    | Гері Гальворсон               | Джеф Астроф і Майк Сайковітц                                |
| Джо номінований на нагороду для акторів телевізійних серіалів — «Мило». Один зі студентів Росса зізнається йому в коханні, щоб отримати вищий бал. | |                    |                               |                                                             |
| | |                    |                               |                                                             |
| 7-19 | The One with Ross and Monica's Cousin / Епізод з кузиною Роса і Моніки.                                | 19 квітня 2001     | Гері Гальворсон               | Джеф Астроф і Майк Сайковітц                                |
| Приїжджає Кейсі, кузина Росса і Моніки. Рейчел і Фібі терміново готують дівич-вечір для Моніки. На пробах Джо бреше, що йому не робили обрізання, і Моніка намагається йому допомогти викрутитися з цієї ситуації.                                           | |                    |                               |                                                             |
| | |                    |                               |                                                             |
| 7-20 | The One with Rachel's Big Kiss / Епізод з Великим Поцілунком Рейчел.                                   | 26 квітня 2001     | Гері Гальворсон               | Доуті Абрамс                                                |
| Рейчел зустрічає дівчину (Вайнона Райдер), з якою вони одного разу цілувалися в коледжі. Джо дізнається, що Моніка не запросила на своє весілля його батьків. Чендлер і Рос вибирають собі костюми, які носили знаменитості.                                 | |                    |                               |                                                             |
| | |                    |                               |                                                             |
| 7-21 | The One with the Vows / Епізод з Клятвами.                                                             | 3 травня 2001      | Гері Гальворсон               | Адам Чейз і Айра Унгерлайдер                                |
| Чендлер і Моніка намагаються написати клятви для весілля і звертаються по допомогу до друзів. Друзі згадують минулі роки. | |                    |                               |                                                             |
| | |                    |                               |                                                             |
| 7-22 | The One with Chandler's Dad / Епізод з батьком Чендлера.                                               | 10 травня 2001     | Кевін Брайт і Гері Гальворсон | Алекса Юнг                                                  |
| Чендлер і Моніка вирушають до Лас-Вегасу, щоб запросити батька Чендлера на весілля. Рейчел катається на порше Моніки. Фібі вчить Джо «мужності». | |                    |                               |                                                             |
| | |                    |                               |                                                             |
| 7-23 | The One With Chandler and Monica's Wedding (1) / Епізод, в якому весілля Моніки і Чендлера, частина 1. | 17 травня 2001     | Кевін Брайт                   | Девід Крейн і Марта Кауффман, Джеф Грінстайн і Джеф Штраусс |
| Джо отримує роль у фільмі. Чендлер лякається одруження і тікає. Фібі знаходить чийсь позитивний тест на вагітність у вбиральні Моніки. | |                    |                               |                                                             |
| | |                    |                               |                                                             |
| 7-24 | The One With Chandler and Monica's Wedding (2) / Епізод, в якому весілля Моніки і Чендлера, частина 2. | 17 травня 2001     | Кевін Брайт                   | Кріс Браун                                                  |
| Джо затримується на зніманні і мало не спізнюється на весілля. Усі думають, що Моніка вагітна, але насправді дитину чекає Рейчел. | |                    |                               |                                                             |

## Сезон 8
| Епізод | Назва                                                                                    | Дата виходу в ефір | Режисер         | Сценаристи                               |
| --- | ---------------------------------------------------------------------------------------- | ------------------ | --------------- | ---------------------------------------- |
| |                                                                                          |                    |                 |                                          |
| 8-01 | The One After "I Do" / Епізод після слів «Я згоден».                                     | 27 вересня 2001    | Кевін Брайт     | Джеф Астроф і Майк Сайковітц             |
| Рейчел просить Фібі сказати, що вагітною є вона. Чендлер надягає слизьке взуття. Рос танцює з маленькими дітьми.                                                                                        |                                                                                          |                    |                 |                                          |
| |                                                                                          |                    |                 |                                          |
| 8-02 | The One with the Red Sweater / Епізод із червоним светром.                               | 4 жовтня 2001      | Девід Швіммер   | Адам Чейз і Айра Унгерлайдер             |
| Джо знаходить червоний светр - светр батька дитини Рейчел. Фібі думає, що батько дитини - Таг, та організовує їм зустріч. Рос та Чендлер намагаються підмінити весільні фото.                           |                                                                                          |                    |                 |                                          |
| |                                                                                          |                    |                 |                                          |
| 8-03 | The One Where Rachel Tells... / Епізод, в якому Рейчел розповідає...                     | 11 жовтня 2001     | Шелдон Еппс     | Майкл Кертіс і Грегорі Малінс            |
| Чендлер та Моніка їдуть у весільну подорож. Рейчел зізнається Росу, що він - батько дитини. Фібі та Джої намагаються зайти до квартири Моніки.                                                          |                                                                                          |                    |                 |                                          |
| |                                                                                          |                    |                 |                                          |
| 8-04 | The One with the Videotape / Епізод з відеозаписом.                                      | 18 жовтня 2001     | Кевін Брайт     | Алекса Юнг                               |
| Рейчел та Рос зізнаються, що деякий час назад провели разом ніч. З'ясовується, що це було знято на відео. Моніка та Чендлер хочуть зустрітися з іншою парою, що також відпочивала на медовому місяці.   |                                                                                          |                    |                 |                                          |
| |                                                                                          |                    |                 |                                          |
| 8-05 | The One with Rachel's Date / Епізод з побаченням Рейчел.                                 | 25 жовтня 2001     | Гері Гальворсон | Кріс Браун                               |
| Фібі зустрічається з одним із кухарів ресторану Моніки, якого Моніка планує звільнити. Хлопець з роботи Чендлера думає, що його звуть Тобі.                                                             |                                                                                          |                    |                 |                                          |
| |                                                                                          |                    |                 |                                          |
| 8-06 | The One with the Halloween Party / Епізод з вечіркою на Хеллоуїн.                        | 1 листопада 2001   | Гері Гальворсон | Бетсі Борнс                              |
| Моніка та Чендлер влаштовують вечірку на Хелоуїн. На ній Фібі знайомиться з Еріком, нареченим Урсули. Рос та Чендлер міряються силами.                                                                  |                                                                                          |                    |                 |                                          |
| |                                                                                          |                    |                 |                                          |
| 8-07 | The One with the Stain / Епізод з плямою.                                                | 8 листопада 2001   | Кевін Брайт     | Майкл Борков                             |
| Чендлер наймає хатню робітницю, а Моніка думає, що вона краде її речі. Ерік розриває з Урсулою та дзвонить Фібі. Рейчел вирішує залишитися жити у Джої.                                                 |                                                                                          |                    |                 |                                          |
| |                                                                                          |                    |                 |                                          |
| 8-08 | The One with the Stripper / Епізод зі стриптизеркою.                                     | 15 листопада 2001  | Девід Швіммер   | Девід Крейн і Марта Кауффман             |
| Рейчел вечеряє з батьком і каже йому, що чекає дитину. Моніка зустрічає стриптизера, який працював на її дівич-вечорі, чим сильно дивує Чендлера.                                                       |                                                                                          |                    |                 |                                          |
| |                                                                                          |                    |                 |                                          |
| 8-09 | The One with the Rumor / Епізод з пліток.                                                | 22 грудня 2001     | Гері Гальворсон | Джеф Астроф і Майк Сайковітц             |
| Моніка запрошує шкільного знайомого на вечірку. Він та Рос зізнаються Рейчел, що у школі вони створили «анти-рейчел» клуб. Джої намагається з'їсти цілу індичку. Чендлер та Фібі ухиляються від роботи. |                                                                                          |                    |                 |                                          |
| |                                                                                          |                    |                 |                                          |
| 8-10 | The One with Monica's Boots / Епізод з чобітками Моніки.                                 | 6 грудня 2001      | Кевін Брайт     | Айра Унгерлайдер                         |
| Моніка купляє дуже дорогі чобітки та боїться зізнатися Чендлеру, що вони їй тиснуть і сильно натирають ноги.                                                                                            |                                                                                          |                    |                 |                                          |
| |                                                                                          |                    |                 |                                          |
| 8-11 | The One with Ross's Step Forward / Епізод з серйозним кроком для Росса.                  | 13 грудня 2001     | Гері Гальворсон | Доті Абрамс                              |
| Рос та його дівчина Мона вирішують зробити серйозний крок - разом розіслати різдвяні листівки. Чендлер проводить час із своїм начальником.                                                              |                                                                                          |                    |                 |                                          |
| |                                                                                          |                    |                 |                                          |
| 8-12 | The One Where Joey Dates Rachel / Епізод, в якому Джо йде на побачення з Рейчел.         | 10 січня 2002      | Девід Швіммер   | Джеф Астроф і Майк Сайковітц             |
| Джої вирішує розвеселити Рейчел та запрошує її на побачення. Фібі дарить Чендлеру та Моніці ігровий автомат. Рос запізнюється на свої лекції.                                                           |                                                                                          |                    |                 |                                          |
| |                                                                                          |                    |                 |                                          |
| 8-13 | The One Where Chandler Takes a Bath / Епізод, в якому Чендлер приймає ванну.             | 17 січня 2002      | Бен Вейс        | Майкл Борков                             |
| Моніка пояснює Чендлеру, що приймати ванну дуже приємно. Рейчел та Рос дізнаються стать своєї майбутньої дитини. Стає відомо, що Джої закоханий у Рейчел.                                               |                                                                                          |                    |                 |                                          |
| |                                                                                          |                    |                 |                                          |
| 8-14 | The One with the Secret Closet / Епізод про таємну комору.                               | 31 січня 2002      | Кевін Брайт     | Алекса Юнг                               |
| Чендлер знаходить у квартирі зачинену дверь і хоче дізнатися, що там ховає Моніка. Фібі дізнається, що Моніці робить масаж інший масажист.                                                              |                                                                                          |                    |                 |                                          |
| |                                                                                          |                    |                 |                                          |
| 8-15 | The One with the Birthing Video / Епізод з відео про пологи.                             | 7 лютого 2002      | Кевін Брайт     | Майкл Кертіс і Грегорі Малінс            |
| Фібі дає Рейчел касету із записом пологів. Моніка, Рейчел та Чендлер дивляться касету і лякаються. |                                                                                          |                    |                 |                                          |
| |                                                                                          |                    |                 |                                          |
| 8-16 | The One Where Joey Tells Rachel / Епізод, в якому Джо розповідає Рейчел.                 | 28 лютого 2002     | Бен Вейс        | Бетсі Борнс                              |
| Джої зізнається Рейчел у коханні, але та ввічливо та по-дружньому відмовляє йому. Фібі знайомить Моніку з її «спорідненою душею».                                                                       |                                                                                          |                    |                 |                                          |
| |                                                                                          |                    |                 |                                          |
| 8-17 | The One with the Tea Leaves / Епізод з чайним листям.                                    | 7 березня 2002     | Гері Гальворсон | Адам Чейз                                |
| Фібі гадає на заварці та дізнається, що незабаром зустріне чоловіка своєї мрії. |                                                                                          |                    |                 |                                          |
| |                                                                                          |                    |                 |                                          |
| 8-18 | The One in Massapequa / Епізод у Массапеці.                                              | 28 березня 2002    | Гері Гальворсон | Алекса Юнг, Майкл Борков                 |
| Моніка пише промову для 35-ї річниці весілля батьків. Фібі приводить із собою надто життєрадісного Паркера. Батьки Роса кажуть всім, що він та Рейчел одружені.                                         |                                                                                          |                    |                 |                                          |
| |                                                                                          |                    |                 |                                          |
| 8-19 | The One with Joey's Interview / Епізод з інтерв'ю Джо.                                   | 4 квітня 2002      | Гері Гальворсон | Майкл Кертіс і Грегорі Малінс            |
| Джої готується до інтерв'ю з газетою, присвяченою мильним операм. Він боїться здатися дурним і просить друзів допомогти йому.                                                                           |                                                                                          |                    |                 |                                          |
| |                                                                                          |                    |                 |                                          |
| 8-20 | The One with the Baby Shower / Епізод з дитячою вечіркою.                                | 25 квітня 2002     | Кевін Брайт     | Майкл Кертіс і Грегорі Малінс, Адам Чейз |
| Фібі та Моніка влаштовують вечірку, присвячену дитині Рейчел, але забувають запросити її матір. На Джої чекають проби на роль ведучого ігрового шоу, правил якого він сам не розуміє.                   |                                                                                          |                    |                 |                                          |
| |                                                                                          |                    |                 |                                          |
| 8-21 | The One with the Cooking Class / Епізод з курсами кулінарії.                             | 2 травня 2002      | Гері Гальворсон | Себастіан Джонс і Брайан Букнер          |
| В газеті «The Post» з'являється замітка, в якій говориться, що Моніка погано готує. Моніка та Джої йдуть на курси кухарів.                                                                              |                                                                                          |                    |                 |                                          |
| |                                                                                          |                    |                 |                                          |
| 8-22 | The One Where Rachel is Late / Епізод, в якому Рейчел переношує.                         | 9 травня 2002      | Гері Гальворсон | Алекса Юнг                               |
| Джої запрошує Чендлера на прем'єру фільму, але під час неї Чендлер засинає. Моніка та Фібі укладають парі про те, коли народиться дитина Рейчел.                                                        |                                                                                          |                    |                 |                                          |
| |                                                                                          |                    |                 |                                          |
| 8-23 | The One Where Rachel Has a Baby (1) / Епізод, в якому народжується дитина, частина 1.    | 16 травня 2002     | Кевін Брайт     | Брайан Мандел                            |
| Рос та Рейчел поспішають у пологовий будинок. Мати Роса дає сину обручку. Моніка та Чендлер приймають рішення завести дитину.                                                                           |                                                                                          |                    |                 |                                          |
| |                                                                                          |                    |                 |                                          |
| 8-24 | The One Where Rachel Has a Baby (2) / Епізод 23, в якому народжується дитина, частина 2. | 16 травня 2002     | Кевін Брайт     | Айра Унгерлайдер, Брайан Мандел          |
| Рейчел народжує дівчинку - Емму Ґеллер Ґрін. Джої знаходить обручку Роса. Рейчел думає, що Джої робить їй пропозицію, і відповідає «так».                                                               |                                                                                          |                    |                 |                                          |

## Сезон 9
| Епізод | Назва                                                                                   | Дата виходу в ефір | Режисер            | Сценаристи                                                  |
| --- | --------------------------------------------------------------------------------------- | ------------------ | ------------------ | ----------------------------------------------------------- |
| |                                                                                         |                    |                    |                                                             |
| 9-01 | The One Where No One Proposes / Епізод, в якому ніхто не робить пропозиції.             | 26 вересня 2002    | Кевін Брайт        | Девід Крейн і Марта Кауффман                                |
| Джо намагається пояснити Рейчел, що не робив їй пропозиції. Моніка та Чендлер роблять спроби зачати дитину. |                                                                                         |                    |                    |                                                             |
| |                                                                                         |                    |                    |                                                             |
| 9-02 | The One Where Emma Cries / Епізод, в якому плаче Емма.                                  | 3 жовтня 2002      | Шелдон Еппс        | Девід Крейн і Марта Кауффман                                |
| Рейчел не може заспокоїти Емму. Чендлер отримує роботу в Оклахомі. |                                                                                         |                    |                    |                                                             |
| |                                                                                         |                    |                    |                                                             |
| 9-03 | The One with the Pediatrician / Епізод з педіатром.                                     | 10 жовтня 2002     | Роджер Хрістіансен | Джеф Астроф і Майк Сайковітц                                |
| Фібі та Джо організовують подвійне побачення, на якому Фібі знайомиться з Майком. Рейчел відводить Емму до педіатра і дізнається, що Рос теж його пацієнт. Моніка отримує нову роботу, і вони з Чендлером вирішують, що в Оклахому поїде тільки він.      |                                                                                         |                    |                    |                                                             |
| |                                                                                         |                    |                    |                                                             |
| 9-04 | The One with the Sharks / Епізод з акулами.                                             | 17 жовтня 2002     | Бен Вейс           | Алекса Юнг                                                  |
| Моніка думає, що Чендлера збуджують акули. |                                                                                         |                    |                    |                                                             |
| |                                                                                         |                    |                    |                                                             |
| 9-05 | The One with Phoebe's Birthday Dinner / Епізод з днем народження Фібі.                  | 31 жовтня 2002     | Девід Швіммер      | Джеф Грінстайн і Джеф Штраусс                               |
| Фібі хоче влаштувати вечірку на свій день народження, але на ній присутні тільки вона та Джо. |                                                                                         |                    |                    |                                                             |
| |                                                                                         |                    |                    |                                                             |
| 9-06 | The One with the Male Nanny / Епізод з нянею чоловічої статі.                           | 7 листопада 2002   | Кевін Брайт        | Адам Чейз і Айра Унгерлайдер                                |
| Рос та Рейчел знаходять для Емми няню-чоловіка. Чендлер намагається довести Моніці, що він кумедніше за всіх. Фібі обмінюється з Майком ключами від квартир.                                                                                              |                                                                                         |                    |                    |                                                             |
| |                                                                                         |                    |                    |                                                             |
| 9-07 | The One with Ross's Inappropriate Song / Епізод з недоречною піснею Росса.              | 14 листопада 2002  | Гері Гальворсон    | Джеф Астроф і Майк Сайковітц                                |
| Рос знаходить спосіб розвеселити Емму - виявляється, це непристойна пісня. Чендлер знаходить касету із написом «Моніка» у квартирі Річарда, колишнього бойфренда Моніки. Фібі знайомиться з батьками Майка.                                               |                                                                                         |                    |                    |                                                             |
| |                                                                                         |                    |                    |                                                             |
| 9-08 | The One with Rachel's Other Sister / Епізод з іншою сестрою Рейчел.                     | 21 листопада 2002  | Кевін Брайт        | Девід Крейн і Марта Кауффман                                |
| Сестра Рейчел, Емі, з'являється на вечірці на честь Дня подяки і влаштовує скандал. Фібі вчить Джо казати неправду. |                                                                                         |                    |                    |                                                             |
| |                                                                                         |                    |                    |                                                             |
| 9-09 | The One with Rachel's Phone Number / Епізод з телефонним номером Рейчел.                | 5 грудня 2002      | Бен Вейс           | Джеф Грінстайн і Джеф Штраусс                               |
| Рейчел дає хлопцю свій номер телефону, але потім передумує і намагається зробити так, щоб Рос не отримав дзвінка. Джо думає, що Моніка завела когось «на боці».                                                                                           |                                                                                         |                    |                    |                                                             |
| |                                                                                         |                    |                    |                                                             |
| 9-10 | The One with Christmas in Tulsa / Епізод з Різдвом у Талсі.                             | 12 грудня 2002     | Кевін Брайт        | Адам Чейз і Айра Унгерлайдер                                |
| Чендлер залишається в Талсі на Різдво. Його помічниця залицяється до нього, Чендлер згадує моменти, проведені з Монікою, і кидає роботу. |                                                                                         |                    |                    |                                                             |
| |                                                                                         |                    |                    |                                                             |
| 9-11 | The One Where Rachel Goes Back to Work / Епізод, в якому Рейчел повертається на роботу. | 9 січня 2003       | Гері Гальворсон    | Алекса Юнг                                                  |
| Рейчел хоче якнайшвидше повернутися до роботи, оскільки боїться, що хлопець, що її заміщує, займе її місце назовсім. Джо влаштовує Фібі актрисою в серіал.                                                                                                |                                                                                         |                    |                    |                                                             |
| |                                                                                         |                    |                    |                                                             |
| 9-12 | The One with Phoebe's Rats / Епізод з щурами Фібі.                                      | 16 січня 2003      | Бен Вейс           | Адам Чейз і Айра Унгерлайдер, Джеф Астроф і Майк Сайковітц  |
| Фібі тримає у своїй квартирі сімейство щурів. Рос та Рейчел наймають нову няню, яка дуже зацікавлює Джо. |                                                                                         |                    |                    |                                                             |
| |                                                                                         |                    |                    |                                                             |
| 9-13 | The One Where Monica Sings / Епізод, в якому Моніка співає.                             | 30 січня 2003      | Гері Гальворсон    | Алекса Юнг                                                  |
| Моніка співає в барі, де грає Майк; вона подобається відвідувачам, але зовсім не через вокальні дані. |                                                                                         |                    |                    |                                                             |
| |                                                                                         |                    |                    |                                                             |
| 9-14 | The One with the Blind Date / Епізод із побаченнями всліпу.                             | 6 лютого 2003      | Гері Гальворсон    | Білл Лоуренс                                                |
| Аби довести Росу та Рейчел, що вони створені один для одного, Джо та Фібі організовують їм побачення наосліп із жахливими партнерами. |                                                                                         |                    |                    |                                                             |
| |                                                                                         |                    |                    |                                                             |
| 9-15 | The One with the Mugging / Епізод з хуліганством.                                       | 13 лютого 2003     | Гері Гальворсон    | Джеф Грінстайн і Джеф Штраусс                               |
| Чендлер пробує себе у рекламі. Фібі та Роса намагаються пограбувати на вулиці. Виявляється, що у дитинстві Фібі пограбувала Роса і навіть зберегла деякі відібрані в нього речі.                                                                          |                                                                                         |                    |                    |                                                             |
| |                                                                                         |                    |                    |                                                             |
| 9-16 | The One with the Boob Job / Епізод з пластикою грудей.                                  | 20 лютого 2003     | Гері Гальворсон    | Девід Крейн і Марта Кауффман                                |
| Чендлер та Моніка потайки один від одного просять у Джо гроші в борг. Рейчел купує захисне устаткування для квартири і воно стає перешкодою для Джо. Майк каже Фібі, що не готовий до серйозних стосунків, і вони розходяться.                            |                                                                                         |                    |                    |                                                             |
| |                                                                                         |                    |                    |                                                             |
| 9-17 | The One with the Memorial Service / Епізод з поминками.                                 | 13 березня 2003    | Гері Гальворсон    | Девід Крейн і Марта Кауффман                                |
| Рос та Чендлер пишуть один про одного різні нісенітниці на Інтернет-сайті свого коледжу. Моніка намагається перешкодити Фібі зустрітися з Майком, а інтереси Джо та Емми стикаються через плюшевого пінгвіна Хаксі.                                       |                                                                                         |                    |                    |                                                             |
| |                                                                                         |                    |                    |                                                             |
| 9-18 | The One with the Lottery / Епізод з лотереєю.                                           | 3 квітня 2003      | Гері Гальворсон    | Джеф Астроф і Майк Сайковітц                                |
| Всі, крім Роса, вирішують придбати лотерейні квитки. Чендлер отримує роботу молодшого копірайтера в рекламній компанії. |                                                                                         |                    |                    |                                                             |
| |                                                                                         |                    |                    |                                                             |
| 9-19 | The One with Rachel's Dream / Епізод зі сном Рейчел.                                    | 17 квітня 2003     | Пітер Бонерз       | Джеф Астроф і Майк Сайковітц                                |
| Рейчел допомагає Джо у підготовці до любовної сцени в серіалі. В результаті їй здається, що в неї виникли до Джо почуття. Чендлер та Рос їдуть на відпочинок. Фібі співає біля ресторана Моніки, чим дуже докучає клієнтам.                               |                                                                                         |                    |                    |                                                             |
| |                                                                                         |                    |                    |                                                             |
| 9-20 | The One with the Soap Opera Party / Епізод з «мильною» вечіркою.                        | 24 квітня 2003     | Шелдон Еппс        | Доуті Абрамс                                                |
| Джо організовує вечірку для актерів з «Днів нашого життя», але приховує цей факт від друзів. |                                                                                         |                    |                    |                                                             |
| |                                                                                         |                    |                    |                                                             |
| 9-21 | The One with the Fertility Test / Епізод з результатом тесту.                           | 1 травня 2003      | Гері Гальворсон    | Адам Чейз і Айра Унгерлайдер                                |
| Чендлер та Моніка дізнаються, що не можуть мати дітей. Рейчел отримує запрошення на безкоштовний масаж, але обіцяє Фібі не ходити. |                                                                                         |                    |                    |                                                             |
| |                                                                                         |                    |                    |                                                             |
| 9-22 | The One with the Donor / Епізод з донором.                                              | 8 травня 2003      | Бен Вейс           | Алекса Юнг                                                  |
| Чендлер та Моніка шукають донора сперми. Чарлі, Рейчел та Фібі йдуть по магазинах. Фібі стикається зі своїм колишнім бойфрендом, Девідом. |                                                                                         |                    |                    |                                                             |
| |                                                                                         |                    |                    |                                                             |
| 9-23 | The One in Barbados (1) / Епізод на Барбадосі, частина 1.                               | 15 травня 2003     | Кевін Брайт        | Девід Крейн і Марта Кауффман, Джеф Грінстайн і Джеф Штраусс |
| Друзі вирушають до Барбадосу, де проходить конференція Роса. Девід збирається зробити Фібі пропозицію. Майк теж наважується на цей крок. Рос та Чарлі виявляють, що в них багато спільного. Рейчел та Джо стають ще ближче. У Моніки проблема з волоссям. |                                                                                         |                    |                    |                                                             |
| |                                                                                         |                    |                    |                                                             |
| 9-24 | The One in Barbados (2) / Епізод на Барбадосі, частина 2.                               | 15 травня 2003     | Кевін Брайт        | Кріс Браун                                                  |
| Джо та Чарлі поривають стосунки. Коли Рос цілує Чарлі, Джо цілує Рейчел. Моніка та Майк грають у настільний теніс. |                                                                                         |                    |                    |                                                             |

## Сезон 10
| Епізод | Назва                                                                               | Дата виходу в ефір | Режисер            | Сценаристи                    |
| --- | ----------------------------------------------------------------------------------- | ------------------ | ------------------ | ----------------------------- |
| |                                                                                     |                    |                    |                               |
| 10-01 | The One After Joey and Rachel Kiss / Епізод після поцілунку Джо і Рейчел.           | 25 вересня 2003    | Кевін Брайт        | Джеф Астроф і Майк Сайковітц  |
| Джо і Рос розмовляють з приводу Чарлі та Рейчел. Моніка знаходить оригінальне рішення проблеми зі своїм волоссям. Фібі допомагає Майку розірвати відносини з його попередньою дівчиною. |                                                                                     |                    |                    |                               |
| |                                                                                     |                    |                    |                               |
| 10-02 | The One Where Ross Is Fine / Епізод, в якому Росс в порядку.                        | 2 жовтня 2003      | Бен Вейс           | Адам Чейз і Айра Унгерлайдер  |
| Росс намагається вдавати, що схвалює відносини Джо і Рейчел і навіть влаштовує вечірку. Чендлер випадково говорить маленькому хлопчику, що той був усиновлений. |                                                                                     |                    |                    |                               |
| |                                                                                     |                    |                    |                               |
| 10-03 | The One with Ross's Tan / Епізод із засмагою Росса.                                 | 9 жовтня 2003      | Гері Гальворсон    | Майкл Кертіс і Грегорі Малінс |
| Росс потрапляє в неприємну історію з автозагаром. Джо і Рейчел вирішують, що вони просто друзі. |                                                                                     |                    |                    |                               |
| |                                                                                     |                    |                    |                               |
| 10-04 | The One with the Cake / Епізод з тортом.                                            | 23 жовтня 2003     | Гері Гальворсон    | Алекса Юнг                    |
| Рейчел і Рос намагаються влаштувати Еммі ідеальний день народження. Рейчел замовляє спеціальний торт, але з ним відбувається накладка. Усі друзі бажають швидше покинути вечірку. |                                                                                     |                    |                    |                               |
| |                                                                                     |                    |                    |                               |
| 10-05 | The One Where Rachel's Sister Baby-Sits / Епізод, в якому сестра Рейчел няньчиться. | 30 жовтня 2003     | Роджер Хрістіансен | Кріс Браун                    |
| Старша сестра Рейчел, Еммі, викликається посидіти з Еммою щоб довести всім, що вона відповідальна. Майк переїздить до Фібі. |                                                                                     |                    |                    |                               |
| |                                                                                     |                    |                    |                               |
| 10-06 | The One with Ross's Grant / Епізод з грантом Роса.                                  | 6 листопада 2003   | Бен Вейс           | Бетсі Борнс                   |
| Росс є кандидатом на отримання гранту для проведення наукових робіт. Людиною, що відповідає за вибір того, хто отримає грант, виявляється колишній хлопець Чарлі. |                                                                                     |                    |                    |                               |
| |                                                                                     |                    |                    |                               |
| 10-07 | The One with the Home Study / Епізод з домашнім навчанням.                          | 13 листопада 2003  | Кевін Брайт        | Майкл Борков                  |
| Чендлер і Моніка вирішують усиновити дитину і для цього зустрічаються із соціальним працівником. Фібі і Майк віддають свої заощадження на весілля на пожертви дітям, але потім змінюють свою думку. |                                                                                     |                    |                    |                               |
| |                                                                                     |                    |                    |                               |
| 10-08 | The One with the Late Thanksgiving / Епізод із запізнілим днем подяки.              | 20 листопада 2003  | Гері Гальворсон    | Девід Крейн і Марта Кауффман  |
| Моніка і Чендлер готують вечірку з нагоди дня подяки. Вони зляться на друзів за те, що ті спізнюються (з різних причин), але їх настрій змінюється після дзвінка з агентства з усиновлення. |                                                                                     |                    |                    |                               |
| |                                                                                     |                    |                    |                               |
| 10-09 | The One with the Birth Mother / Епізод з сурогатною матір'ю.                        | 8 січня 2004       | Девід Швіммер      | Джеф Астроф і Майк Сайковітц  |
| Моніка і Чендлер знайомляться з можливою матір'ю їхньої дитини, проте в анкетах знаходять помилку. У Росса проблеми з вибором одягу. |                                                                                     |                    |                    |                               |
| |                                                                                     |                    |                    |                               |
| 10-10 | The One Where Chandler Gets Caught / Епізод, в якому Чендлер спійманий.             | 15 січня 2004      | Гері Гальворсон    | Айра Унгерлайдер              |
| Рейчел і Фібі бачать Чендлера з агентом по нерухомості і думають, що це його коханка. Моніка і Чендлер розповідають друзям про те, що хочуть придбати будинок в передмісті. |                                                                                     |                    |                    |                               |
| |                                                                                     |                    |                    |                               |
| 10-11 | The One Where the Stripper Cries / Епізод, в якому стриптизер плаче.                | 5 лютого 2004      | Кевін Брайт        | Доті Абрамс                   |
| Моніка і Рейчел влаштовують Фібі дівич-вечір і запрошують на нього стриптизера, якого вони доводять до сліз. Джої бере участь в телевізійній грі. Чендлер і Рос йдуть на зустріч випускників коледжу і мало не сваряться.                                                                              |                                                                                     |                    |                    |                               |
| |                                                                                     |                    |                    |                               |
| 10-12 | The One with Phoebe's Wedding / Епізод з весіллям Фібі.                             | 12 лютого 2004     | Кевін Брайт        | Джеф Астроф і Майк Сайковітц  |
| Фібі і Майк одружуються. Росс, Чендлер і Джо змагаються за право стати боярином жениха. У Нью-Йорку сніжна буря. |                                                                                     |                    |                    |                               |
| |                                                                                     |                    |                    |                               |
| 10-13 | The One Where Joey Speaks French / Епізод, в якому Джо розмовляє по-французьки.     | 19 лютого 2004     | Гері Гальворсон    | Майкл Борков                  |
| Фібі намагається навчити Джо французькій, бо це необхідно для проб. У батька Рейчел трапляється серцевий напад і вона з Россом їде в лікарню. Еріка, мати майбутніх дітей Моніки і Чендлера, приїжджає до них в гості і хоче подивитися місто.                                                         |                                                                                     |                    |                    |                               |
| |                                                                                     |                    |                    |                               |
| 10-14 | The One with Princess Consuela / Епізод з Принцесою Консуело.                       | 26 лютого 2004     | Гері Гальворсон    | Алекса Юнг                    |
| Рейчел втрачає свою роботу у Ральфа Лорена, але її старий знайомий пропонує їй роботу в Парижі. Фібі дізнається, що може змінити ім'я і стає Принцесою Консуеллой Банана Геммок; Майк знаходить спосіб переконати її повернути нормальне ім'я. Росс отримує підвищення.                                |                                                                                     |                    |                    |                               |
| |                                                                                     |                    |                    |                               |
| 10-15 | The One Where Estelle Dies / Епізод, в якому Естель померла.                        | 22 квітня 2004     | Гері Гальворсон    | Майкл Кертіс і Грегорі Малінс |
| Естель, агент Джо, помирає, але друзі не хочуть говорити йому про це. Дженіс збирається купити будинок по сусідству від того, який вибрали Моніка і Чендлер. Росс вмовляє колишнього начальника Рейчел взяти її назад на роботу, але Рейчел все ж таки вирішує їхати до Парижа.                        |                                                                                     |                    |                    |                               |
| |                                                                                     |                    |                    |                               |
| 10-16 | The One with Rachel's Going Away Party / Епізод з прощальною вечіркою Рейчел.       | 29 квітня 2004     | Гері Гальворсон    | Бетсі Борнс                   |
| Росс переживає, тому що Рейчел попрощалася зі всіма окрім нього. Моніка і Чендлер пакують речі. Еріка готується до пологів. |                                                                                     |                    |                    |                               |
| |                                                                                     |                    |                    |                               |
| 10-17 | The Last One (1) / Фінальний епізод, Частина 1.                                     | 6 травня 2004      | Кевін Брайт        | Адам Чейз                     |
| Росс і Рейчел проводять ніч разом. Росс сподівається, що Рейчел залишиться, але та вважає, що це був найкращий спосіб сказати «прощавай». Гантер зізнається в коханні Рейчел. На подив усіх Еріка народжує двійню.                                                                                     |                                                                                     |                    |                    |                               |
| |                                                                                     |                    |                    |                               |
| 10-18 | The Last One (2) / Фінальний епізод, Частина 2.                                     | 6 травня 2004      | Кевін Брайт        | Алекса Юнг, Майкл Борков      |
| Росс і Фібі їдуть до аеропорту, щоб зупинити Рейчел. Росс зізнається їй у коханні, але та все одно сідає в літак. Пізніше вона розуміє, що теж любить Росса і сходить з лайнера. Друзі в останній раз збираються в квартирі Моніки і Чендлера. Вони залишають ключі від квартири і йдуть пити каву ... |                                                                                     |                    |                    |                               |